# Civilisations précolombiennes en Colombie
| Les cultures précolombiennes de la période préclassique. |

Les civilisations précolombiennes en Colombie sont aujourd'hui l'objet de l'intérêt de la science et de la culture, la connaissance de ces civilisations étant une manière de s'approcher de l'identité et de la genèse de la nation colombienne. Bien que l'époque précolombienne puisse se révéler complexe et que dans de nombreux cas les informations disponibles soient incomplètes ou interprétées selon différents points de vue, elle intéresse des sciences telles que l'archéologie, l'anthropologie, l'histoire, la sociologie et d'autres. Dans l'étude de l'époque précolombienne sur le territoire national, les travaux et l'avancée des recherches dans les autres pays d'Amérique sont utiles.
Le terme « précolombien » fait référence aux populations qui peuplaient le continent américain avant l'arrivée de Christophe Colomb en 1492, mais s'applique exclusivement aux anciennes colonies espagnoles sur le continent, région connue sous le nom d'Amérique hispanique.

## Premiers peuplements (20 000av. J.-C.)
L'époque précolombienne en Colombie commence lors de l'arrivée des premières populations humaines, il y a approximativement 20 000 ans[réf. nécessaire]. Les premiers habitants arrivent par la côte Caraïbe et par l'est. À partir de ce moment, de nombreux groupes se déplacent lentement vers l'intérieur des terres et occupent la cordillère des Andes. Certains peuples deviennent sédentaires tandis que les autres maintiennent leur nomadisme.
Les peuples ancestraux recensés en Colombie sont au nombre de 87, chiffre qui diffère de celui avancé par les organisations qui représentent ces communautés (ONIC) qui affirment l'existence de 102 peuples indigènes dont 18 sont en voie d'extinction. La population indigène totale en Colombie se monte à 1 378 884 personnes, dont 933 800 vivent dans une des 710 réserves indigènes existantes.

Pétroglyphes à El Abra.

Dans les abris rocheux d'El Abra, à l'est de Zipaquirá dans la savane de Bogota, ont été découverts en 1967 des outils de pierre datés de 10 460 av. J.-C. (± 160 ans). Cette découverte, dans le centre du pays, signifie que les migrations paléoaméricaines ont atteint l'Amérique du Sud des années avant cette date. De récentes[Quand ?] datations au carbone 14 sur le site de Pubenza, dans le département de Cundinamarca, indiquent que les premiers habitants de la région sont arrivés avant 20 000 av. J.-C.[réf. nécessaire].
Entre 7 500 av. J.-C. et 6 500 av. J.-C., on trouve moins d'objets en pierre mais plus d'objets en bois ou en os d'animaux.
Dans la savane de Bogota se situe le site archéologique de Tequendama où ont été découverts des objets de pierre soigneusement fabriqués tels que des couteaux, des racloirs, des laminoirs et des pointes de projectiles datant d'un millénaire plus tard. Ils furent élaborés entre -7000 av. J.-C. et -3500 av. J.-C. par des groupes de chasseurs spécialisés dont 25 squelettes ont été retrouvés.
On trouve des squelettes complets datant de 5 000 av. J.-C. de personnes arrivées postérieurement dans la région, et d'un type physique différent des Muiscas.

## Cultures agricoles (de5 000av. J.-C.à1 200apr. J.-C.)
Les premiers vestiges connus d'agriculture sur le territoire colombien sont situés dans la serranía de San Jacinto, dans les actuels départements de Bolívar et Sucre, ainsi que dans son prolongement dans le département d'Atlántico où vivaient des tribus regroupées dans la zone appelée Puerto Hormiga. Il y a été réalisé des excavations qui ont mis au jour des vases et autres objets en céramique que les tests pratiqués ont datés entre 3 090 et 2 552 av. J.-C.. Ces communautés se sont dispersées et paraissent avoir transmis leurs connaissances sur la pêche et le travail de la céramique à la culture Zenú à laquelle elles se sont intégréés en se déplaçant vers le nord.
Étonnamment, à Araracuara, en pleine forêt amazonienne, se trouvent des vestiges de colonies de peuplement, de pratiques agricoles ainsi que de céramiques datant de 2 700 av. J.-C..
Le site de Zipacón indique que le développement de l'agriculture dans la savane de Bogotá est antérieur à 1 320 av. J.-C., ses pratiques coexistant avec la chasse, la cueillette et le travail de la céramique.

### La culture San Agustín

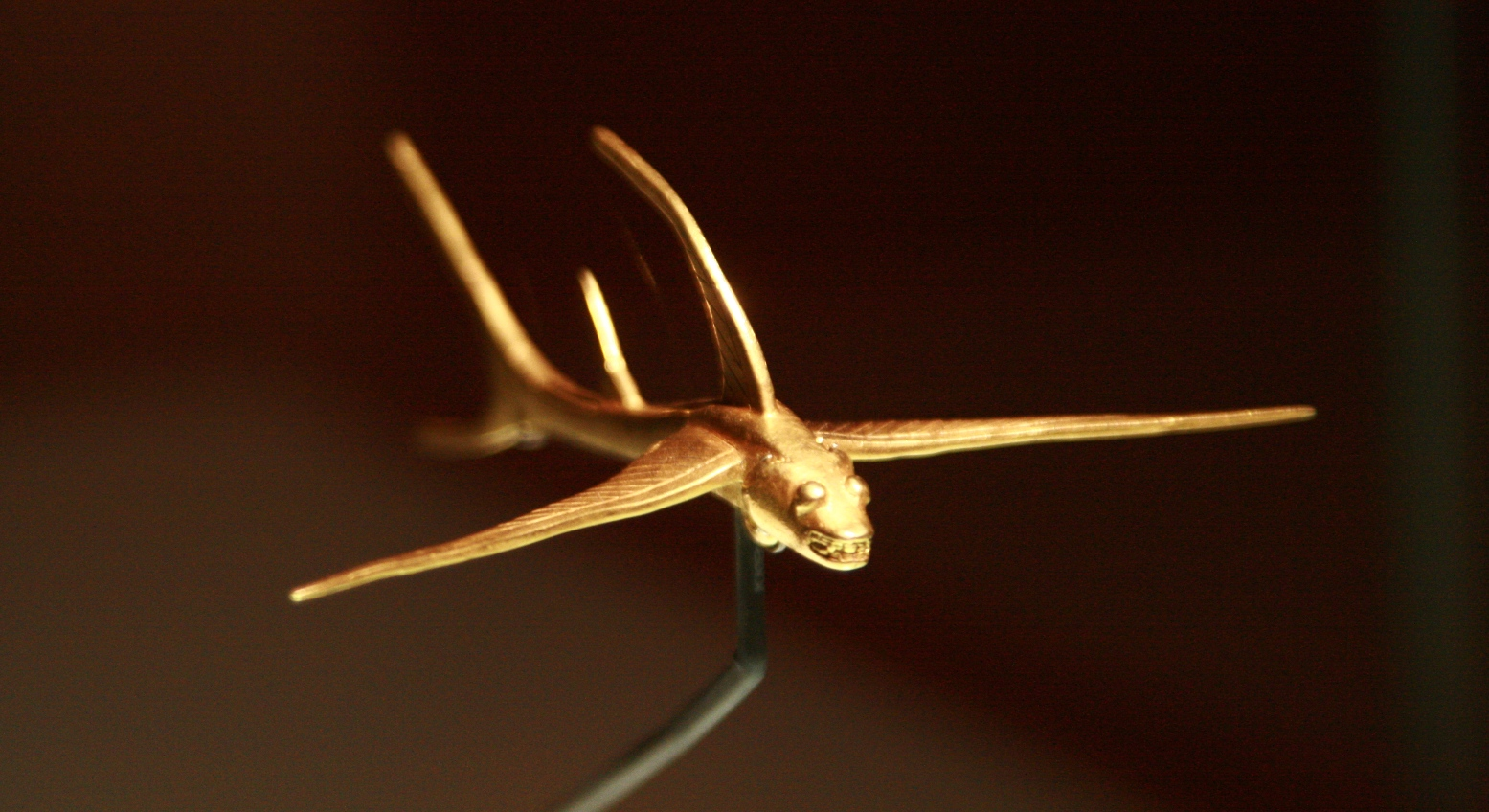
Pendentif doré de San Agustín, Musée de l'or, Bogota.

Cette culture, bien que nommée dans de nombreux livres d'histoire et recherches, est techniquement très peu connue. Le peuple augustinien a disparu aux environs de 1250 et, dès 1300, la forêt a envahi ses cités. Le manque de ressources pour la recherche a généré de nombreuses interprétations sur les origines, le développement et la chute de cette culture, au point que des experts ont affirmé que certains peuples mésoaméricains, en particulier les cultures de Teotihuacan et d'Oaxaca (Monte Albán, Mitla, etc.) sont arrivés par mer ou via l'Amérique centrale et se sont installés dans la région. Cette théorie a été amplement réfutée.
Il existe beaucoup de théories similaires à la théorie « mexicaine » qu'il est inutile de développer, mais toutes ou presque nous laissent dans une impasse en raison de l'absence de preuves causée par la mystérieuse extinction de la culture augustinienne. Les seules traces qui existent sont les vestiges archéologiques situés dans le département de Huila, dans le parc archéologique de San Agustín. À l'intérieur du parc, il y a trois sites d'importance : la fontaine de Lavapatas, la forêt de statues et le musée archéologique. D'autres sites existent avec des sculptures monolithiques, mais sont dans un état de conservation lamentable et techniquement irrécupérables en raison de l'action lente mais effective de l'érosion.

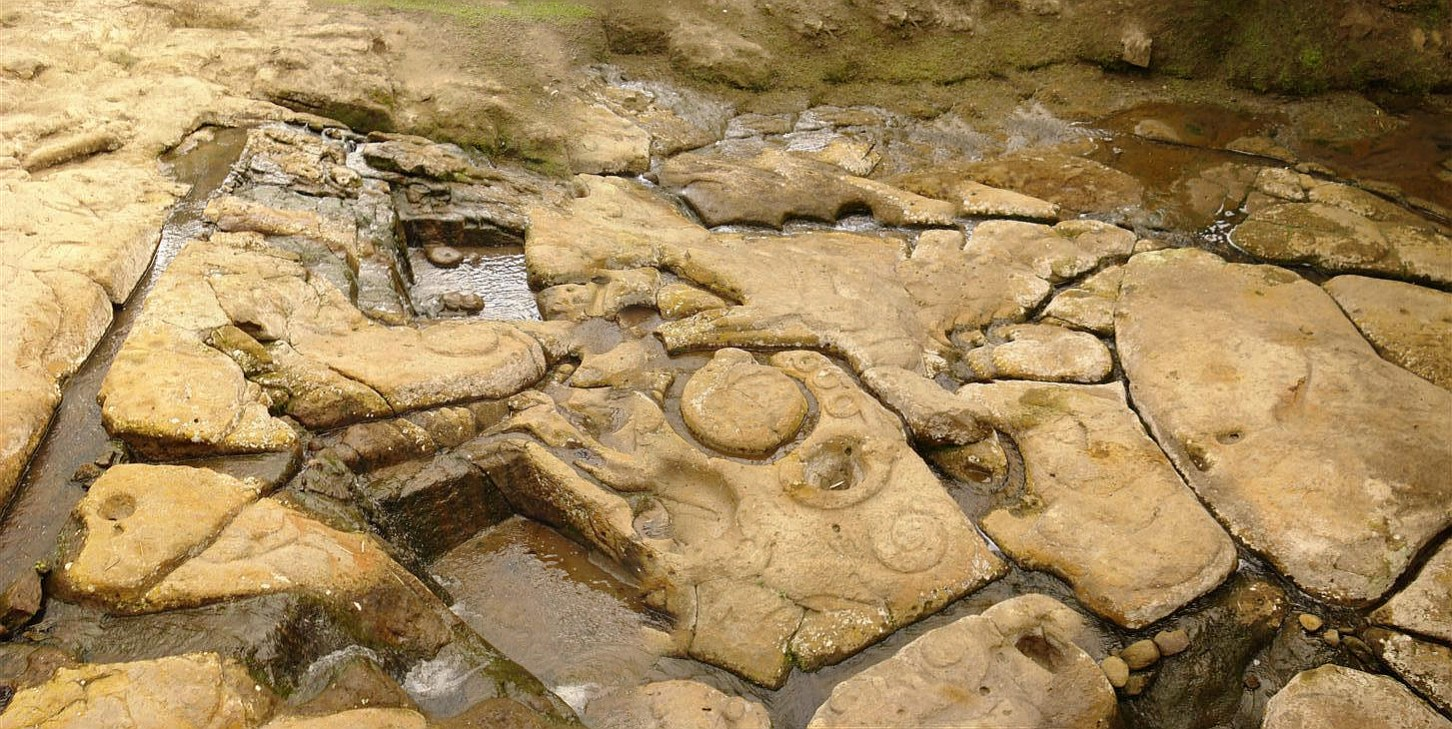
La fontaine de Lavapatas, San Agustín.

La fontaine de Lavapatas est une magnifique démonstration des compétences sculpturales et de la créativité de la culture augustinienne. À l'emplacement d'une source située dans une crique naturelle, les pierres qui se trouvaient dans le ruisseau furent taillées, créant un réseau complexe de canaux et de chutes d'eau artificielles entourées de figures zoomorphes, anthropomorphes ou un mélange des deux. Certaines théories prétendent que les Augustins avaient une connaissance primitive de la physique, car les courbes de ces petits canaux et les cercles des bassins de cette source sont d'une telle perfection qu'ils devaient être faits avec l'aide de l'eau et ses propriétés connues qui facilitent l'érosion contrôlée de la pierre et des autres matériaux. Les recherches postérieures de l'archéologue allemand Konrad Theodor Preuss ont affirmé, au contraire, que les figures présentes dans la fontaine de Lavapatas appartenaient à des divinités augustiniennes de l'eau, de la fertilité, de la prospérité et que, par conséquent, en plus des caractéristiques architecturales et le soin apporté à sa construction, la source de Lavapatas faisait office de temple. Plus tard, elle a donc été désignée comme étant le temple-fontaine de Lavapatas.

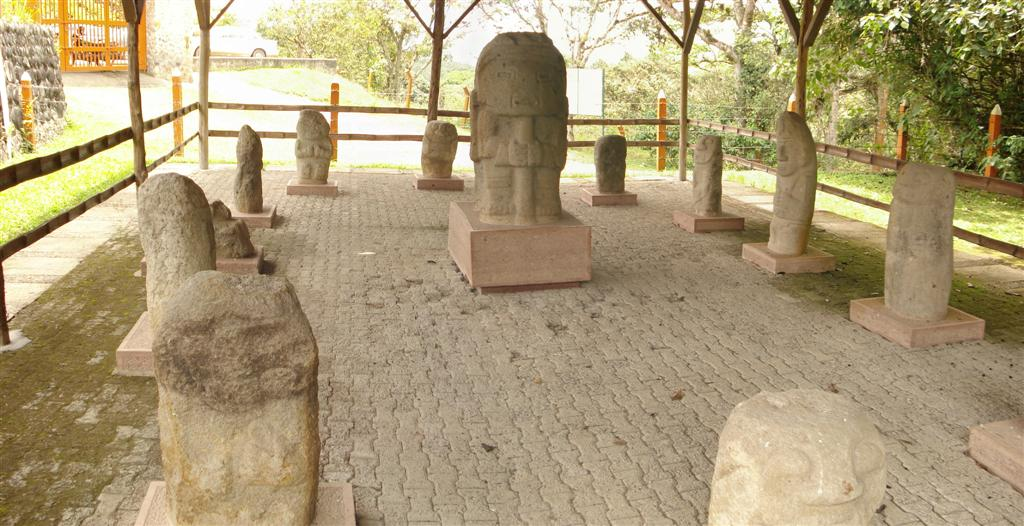
La forêt de statues, San Agustín.

La forêt de statues est un grand terrain où se trouvent une multitude de monolithes et autres dolmens, fruits de l'ingénierie augustinienne. Cette esplanade, témoignant de la simplicité de certaines statues ou de l'ornementation et le souci du détail des autres, regroupe des figures zoomorphes de pierre avec des références à l'alter ego. Elle pose de nouvelles questions sur le fait que les Augustins étaient de simples sculpteurs ou bien avaient une connaissance avancée dans les autres sciences, sur la profondeur de certains sculptures qui pourrait être le signe de notions philosophiques ou culturelles augustiniennes et, finalement, sur la raison pour laquelle cette culture visiblement brillante a disparu en laissant si peu d'indices.

### La culture Tierradentro

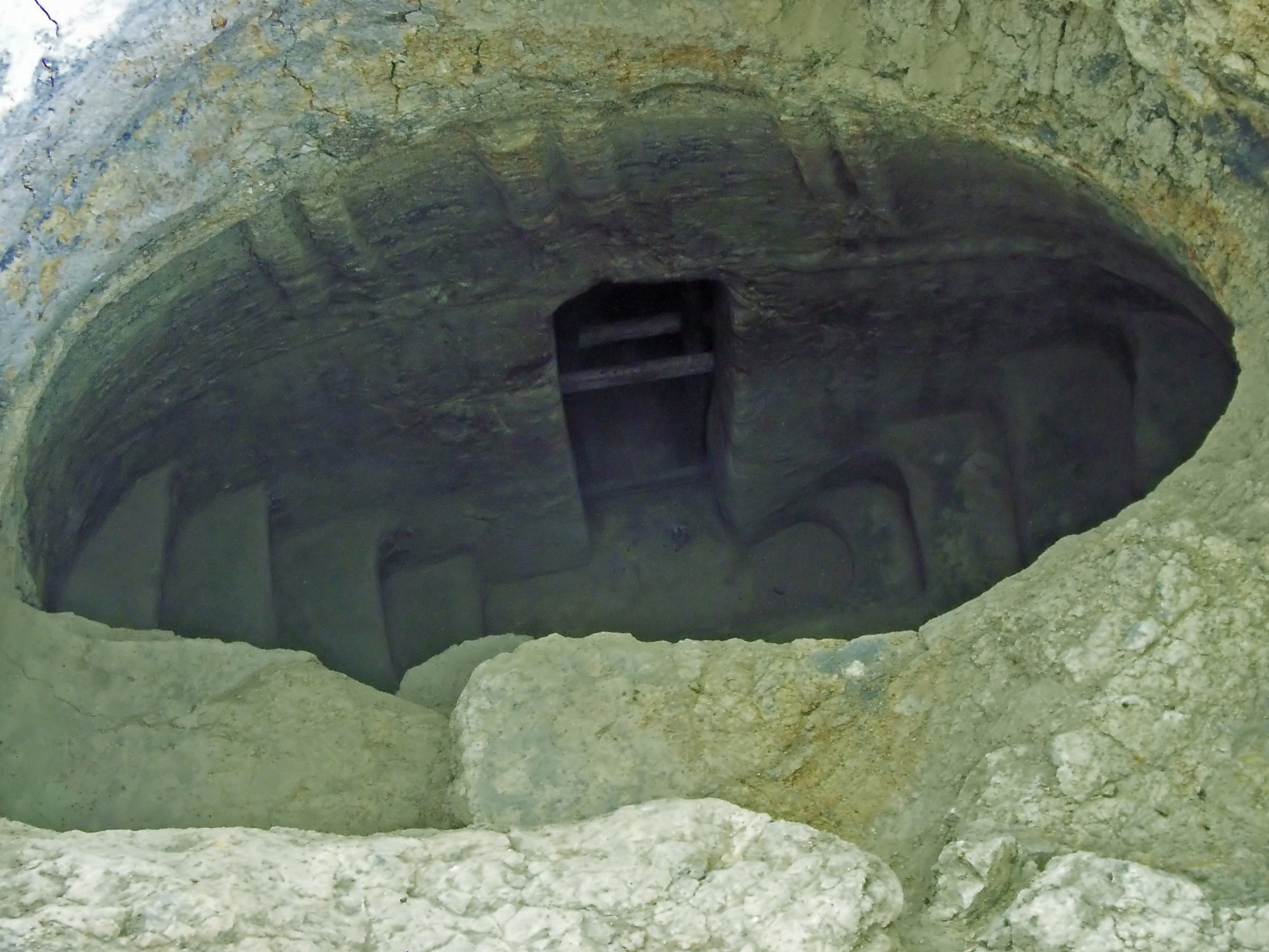
Hypogée à Tierradentro.

La culture Tierradentro a également laissé d'importantes contributions à la sculpture et la poterie, mais est allée plus loin en ce qui concerne la question de la vie et la mort. Les vestiges les plus tangibles sont les hypogées, situés dans le bassin supérieur du río Cauca, plus exactement dans le corregimiento de San Andres Psimbalá appartenant à la municipalité d'Inzá. Sur cette zone a été créé en 1945 le parc archéologique national de Tierradentro, devenu monument national en 1992 après décision du Conseil national des monuments et inscrit en 1995 sur la liste du patrimoine de l'Humanité par l'UNESCO en tant que réservoir important de la culture précolombienne.

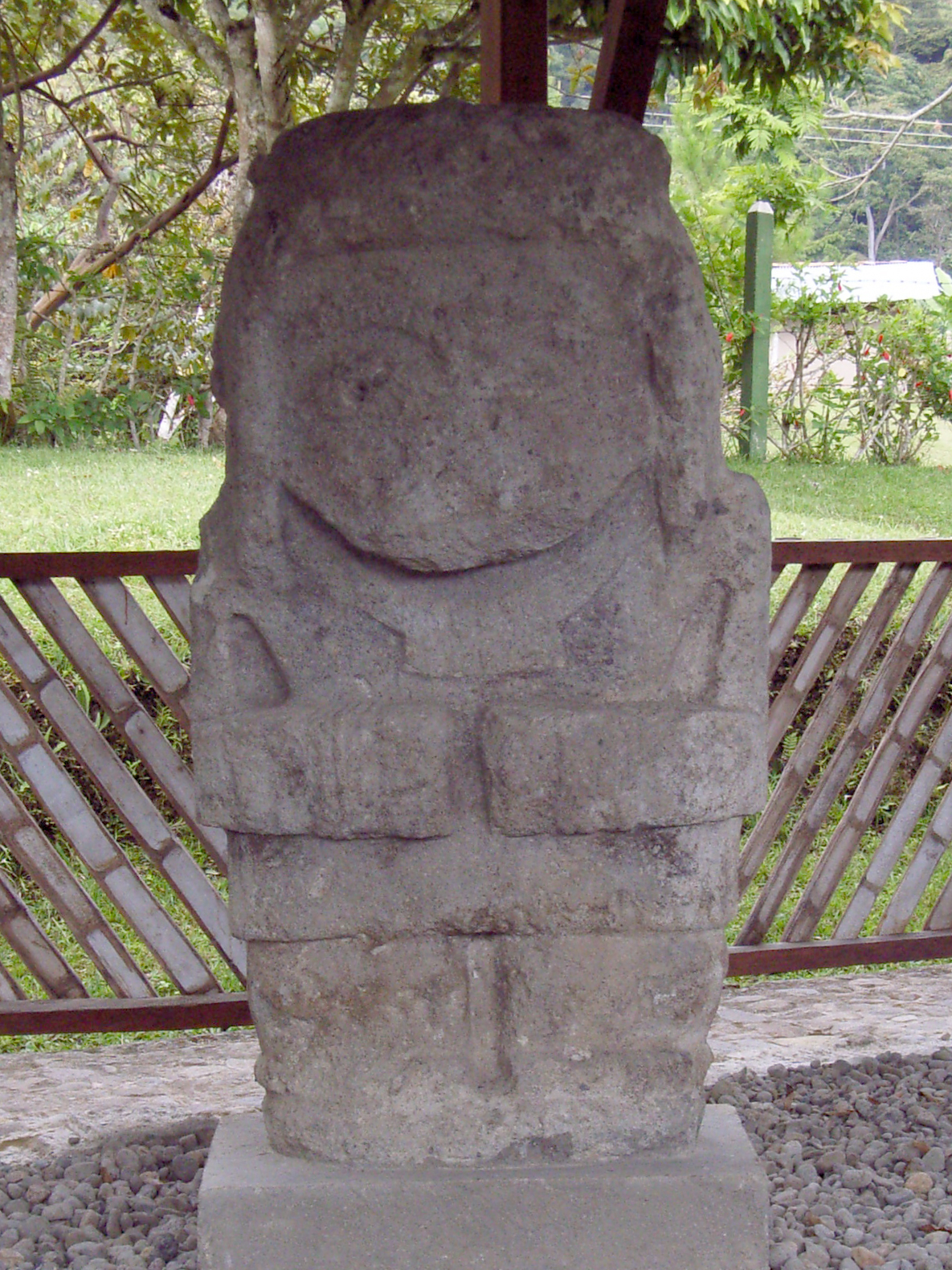
Sculpture anthropomorphique Tierradentro.

Près de 80 % de la zone d'influence de la culture de Tierradentro sont aujourd'hui contrôlés par un garde au nom des Indiens Páez, qui descendraient apparemment des habitants de Tierradentro. Dans cette zone, les Indiens ont leur propre gouvernement et leurs propres institutions, une langue indigène y est parlée qui est peut-être issue de la langue parlée par le peuple Tierradentro.
Tierradentro en français : « Terre de l'intérieur » est le nom espagnol donné à cause de la topographie du territoire situé dans les hautes montagnes de la Cordillère Centrale et difficile d'accès, mais aussi à cause de la ténacité des indigènes qui y habitaient et refusaient de laisser envahir leur territoire.
Les archéologues ont découvert une centaine d'hypogées et, grâce à la datation par le carbone 14, on sait que les tombes datent de la période comprise entre 600 et 900 ans apr. J.-C. Les hypogées sont formés par un puits avec des escaliers droits ou en spirale qui mènent jusqu'à l'entrée de la chambre funéraire. Ils ont été taillés dans le tuf, une roche volcanique semi-dure. La chambre est généralement composée de niches latérales et de pilastres. Dans les plus grandes tombes, le plafond de l'édifice peut être soutenu par deux ou trois colonnes. Les murs, les colonnes et les plafonds des chambres mortuaires sont souvent décorés de dessins représentant des formes géométriques, anthropomorphiques et zoomorphiques, à l'aide de piments naturels rouge et noir sur fond blanc. Les chambres les plus petites mesurent entre 2,5 et 3 mètres de large. Quant aux plus grandes, elles peuvent atteindre 10 à 12 mètres de large.
La culture Tierradentro, comme celle de San Agustín, a disparu, mais les recherches effectuées indiquent que les Indiens Páez et Guambianos, les habitants autochtones de la région, sont les survivants du métissage, de la colonisation et de tous les processus historiques de la Colombie jusqu'à aujourd'hui.

## Cultures dorées (de 1200 à 1510apr. J.-C.)

### Les Tayronas

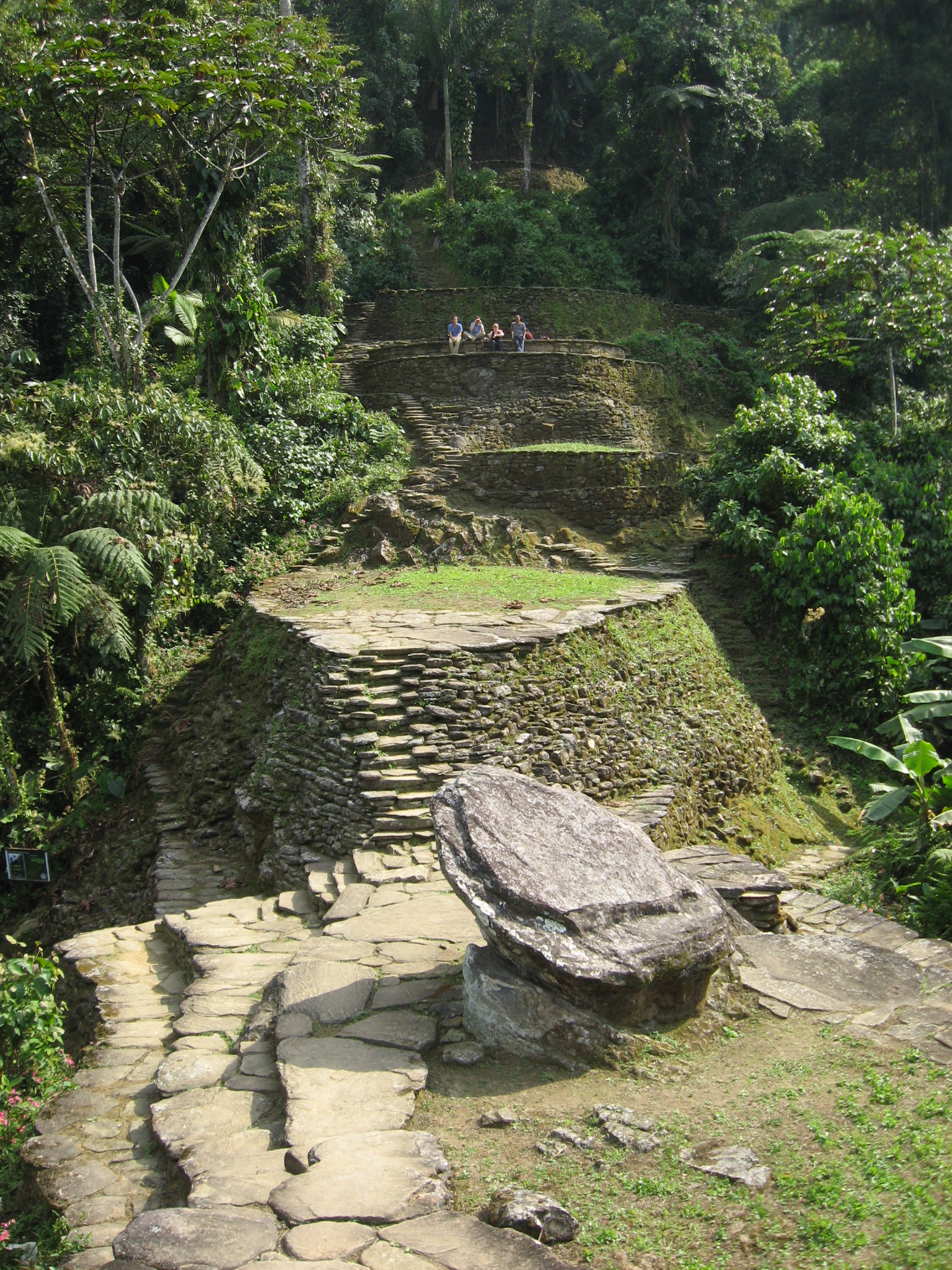
Vue de la zone centrale de la cité de Ciudad Perdida, dans la Sierra Nevada de Santa Marta.

Les Tayronas habitaient la partie la plus septentrionale de la Colombie, plus exactement dans la Sierra Nevada de Santa Marta. Ils ont atteint un niveau de développement élevé. Leur connaissance de l'architecture, de l'agriculture et de l'hydraulique donne l'image d'une nation bien structurée, technologiquement avancée, plus que certains pays européens de l'époque. Le déclin de la nation Tayrona a commencé avec l'arrivée du conquistador espagnol Rodrigo de Bastidas en 1528 dans la région où les Tayronas vivaient. Dès 1550, plus de 80 % de la population avaient déjà été tués, et les 20 % restants étaient divisés entre ceux qui trouvèrent refuge dans les zones les plus élevées de la montagne, et ceux qui ont disparu dans le processus de métissage. Ceux qui sont restés dans les montagnes de la Sierra Nevada, survivant encore aujourd'hui de l'héritage de la culture Tayrona, sont les Kogis, les Arhuacos (ou Ikas) et les Sankás.
Dans le territoire Tayrona, toutes les villes étaient reliées par un réseau de routes de pierre, qui serpentaient depuis les lieux habités jusqu'aux endroits les plus sauvages de la Sierra Nevada. L'analyse de la conception des maisons que les Tayronas ont laissées détermine que ces habitations, de forme circulaire, étaient le plus souvent construites sur des terrasses en pierre. Construites sans fenêtres, couvertes de feuilles de palme des montagnes, elles n'étaient ornées d'aucune décoration. Leurs murs, faits de boue et de petites pierres, étaient badigeonnés à la chaux et à l'eau. Dans les villes les plus proches de l'eau, les murs pouvaient être aussi en paille.
Les Tayronas planifièrent la croissance de leurs villes, construisant des terrasses servant initialement à la taille des arbres abattus, puis plus tard à l'agriculture et au logement, et ainsi de suite. Les villes comportaient des conduites d'eau pour amener la ressource vitale jusqu'aux logements. Ces canalisations furent conçues pour éviter à la fois l'érosion et toute rupture avec le cours normal de la nature. Les Tayronas étaient vraiment d'une culture environnementaliste. En termes de taille des maisons, plus elles étaient grandes, plus l'habitant était important. Il y avait aussi des maisons particulières, ou des maisons sacrées, où se réunissaient tous les hommes et les garçons à l'arrivée des sages ermites venant du désert pour transmettre, dans les villes, les paroles des dieux et enseigner aux enfants les traditions de la nation Tayrona.
Techniquement, les Tayronas n'avaient pas d'armée nationale organisée mais, dans chaque ville, les hommes les plus aptes au combat étaient désignés pour recevoir une formation de guerriers. Cela était de la responsabilité de conseils composés des représentants des chefs de chaque ville. À la fin de leur formation, les hommes devenaient des Manicatos, les guerriers de la nation Tayrona.

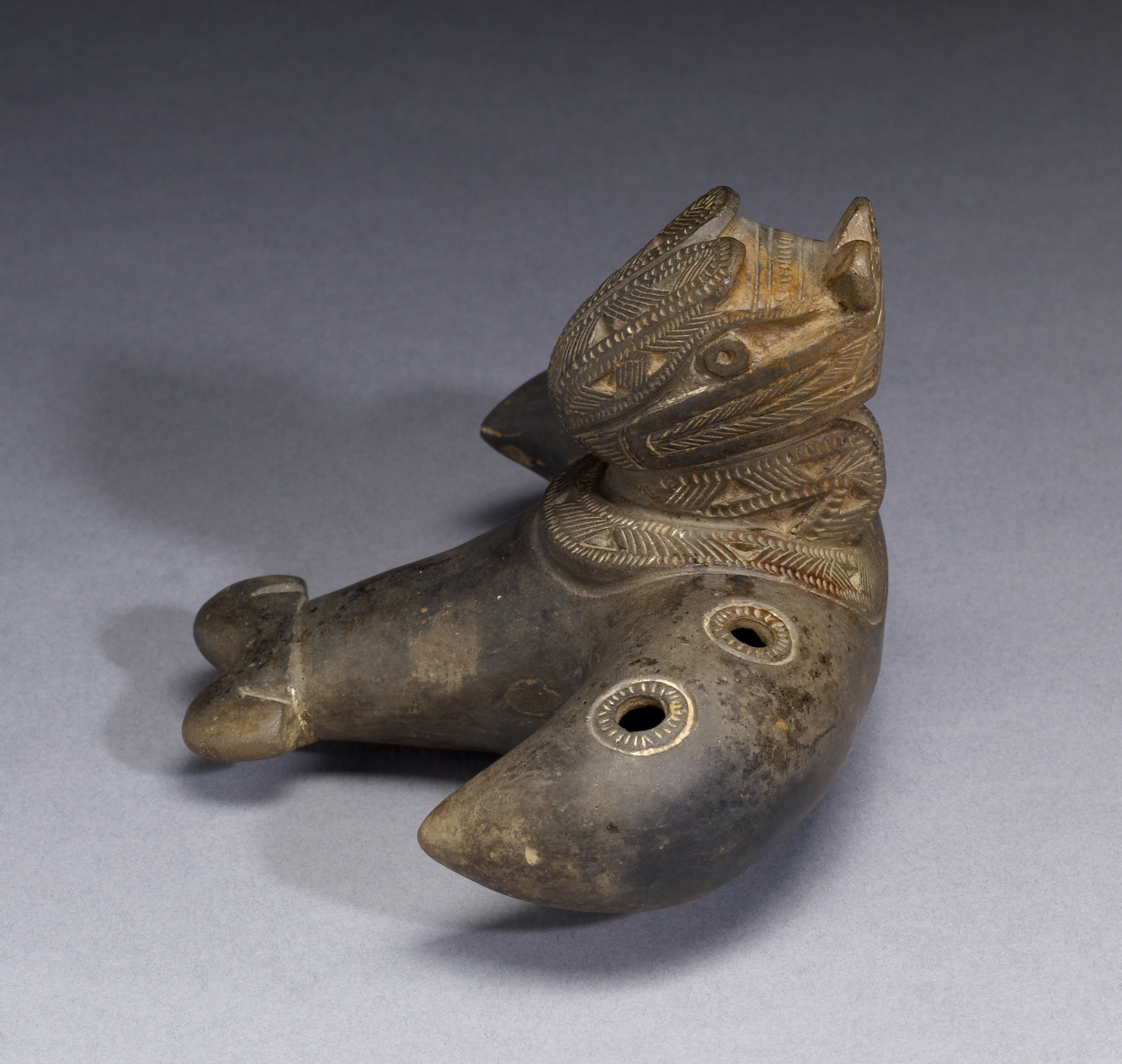
Sifflet zoomorphique en céramique ; entre 1000 et 1550, Walters Art Museum.

La structure politique et administrative des Tayronas n'est pas claire, mais la recherche a conclu qu'elle concentrait des aspects fédéralistes et d'autres radicalement centralistes. Chaque grande ville (environ 1 000 habitants) avait en général un cacique, un personnage plutôt administratif avec peu d'attributions divines, à la différence d'autres cultures américaines préhispaniques qui considéraient les chefs des tribus ou des villes comme des demi-divinités. Le chef, dans les limites de sa ville, remplissait des fonctions cérémonielles, exécutives et judiciaires. Les chefs pouvaient avoir des opinions divergentes, mais les institutions nationales uniformes et non armées des Tayronas étaient les prêtres, respectés et même vénérés. Malgré l'absence de pouvoir exécutif, les prêtres pouvaient fortement influencer les décisions des conseils et régir les conditions de vie des résidents en vertu des dispositions des dieux.
La langue des Tayronas, le tayrona, appartient à la famille linguistique Chibcha. Par conséquent, il y avait certains liens culturels entre les Chibchas et les Tayronas, rendant plus simples les relations par rapport à d'autres tels que les Quimbayas.

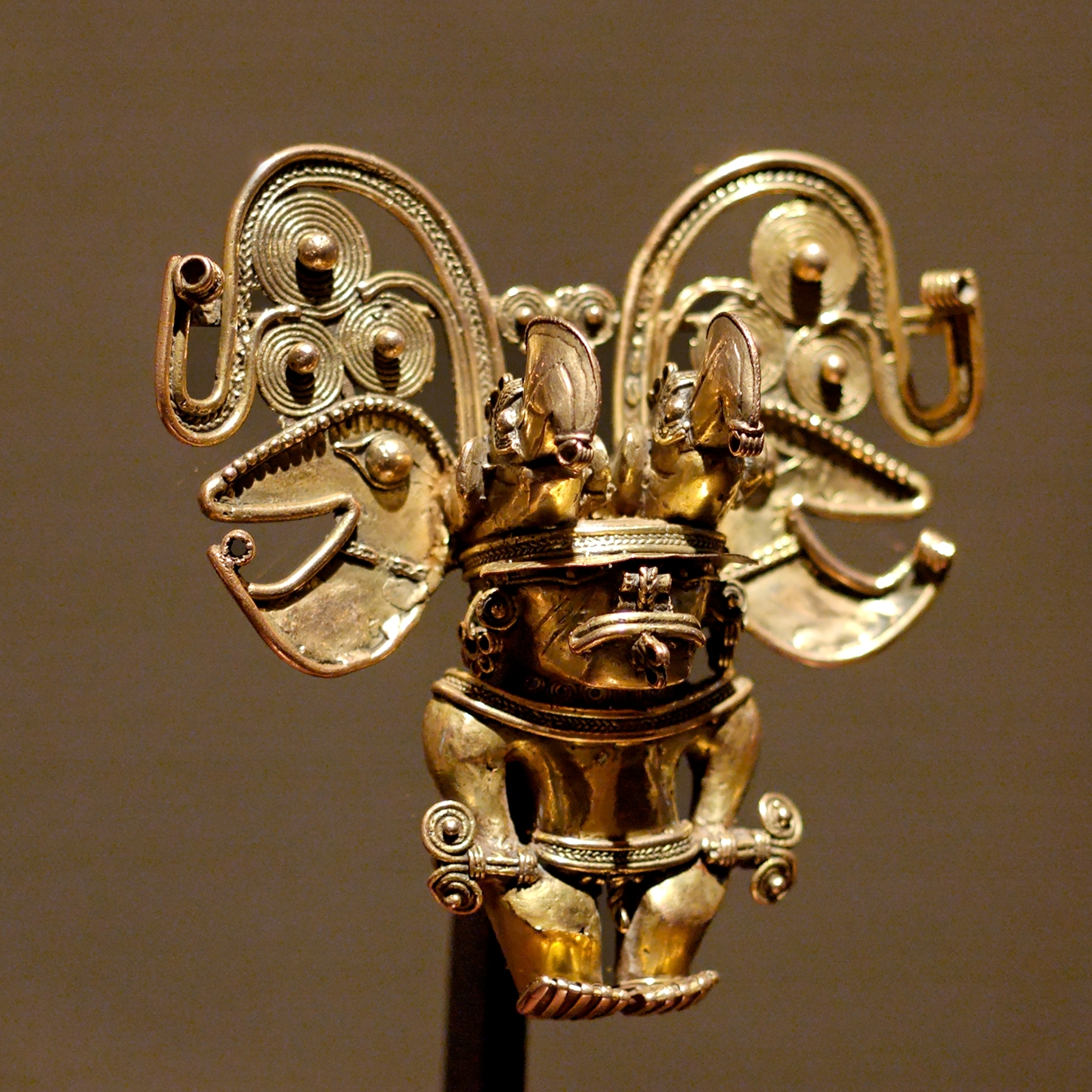
Pendentif anthropomorphique Tayrona, représentant un chaman tenant deux sceptres, portant un grand ornement nasal et une haute coiffure ornée de deux toucans. Or fondu selon la technique de la cire perdue,, Musée du Louvre.

Les Tayronas ont joué un rôle majeur dans le domaine de l'orfèvrerie grâce à des techniques très développées telles que le moulage à cire perdue. L'utilisation du tumbaga, un alliage de cuivre et d'or, permettait d'économiser facilement les ressources d'or. Les traitements visant à améliorer la qualité de l'or, comme le chauffage jusqu'à l'oxydation du cuivre suivi d'un trempage dans l'eau glacée, permettaient de laisser une patine permanente d'or et d'éviter que la pièce ne se fissure. Enfin, le processus se terminait par un lissage de la pièce jusqu'à ce qu'elle atteigne l'aspect voulu. Il est supposé que plusieurs de ces techniques ont été développées par les Chibchas et exportées vers la culture Tayrona bien que les Tayronas soient également considérés comme exportateurs de techniques d'orfèvrerie et de tissage. Cela se déduit du fait que la plupart des œuvres chibchas semblent être rudes et mal finies malgré une meilleure qualité de l'or tandis que les œuvres tayronas sont techniquement parfaites. Les Chibchas, après avoir appris la technique de la cire perdue, ont amélioré l'esthétique de leurs œuvres et pratiquement abandonné la méthode d'embossage direct. À leur tour, les Tayronas, par l'apprentissage des méthodes telles que le trempage dans l'eau, ont sensiblement amélioré la qualité de la matière et la beauté de l'ornement lui-même.
L'économie Tayrona était peu dépendante du commerce. En effet, on peut dire qu'ils étaient autosuffisants, étant donné que les territoires Tayronas comprenaient tous les étages thermiques, depuis les zones au niveau de la mer, où ils avaient accès à la pêche, en passant par les zones tempérées et jusqu'aux terres arables des paramos, largement irriguées par de nombreuses rivières de toutes tailles. En ce qui concerne la nourriture, les Tayronas étaient les inventeurs des bollos (es) (petits pains individuels), car le maïs produit dans la Sierra Nevada était trop difficile à manger et plus facile à cuisiner sous forme de farine. La technique a ensuite été améliorée par la culture Zenú, dont les territoires étaient plus adaptés à la culture du maïs. En plus des bollos, les Tayronas étaient des consommateurs de bière et d'arepas en grandes quantités. Pour sucrer la boisson, ils utilisaient du miel qu'ils produisaient dans des ruches. Dans le domaine des fruits, la production se composait de corossols, d'ananas, d'avocats et de goyaves. La consommation de viande était faible, celles de chèvre et des rongeurs étaient habituellement consommées dans des moments particuliers, mais le plus souvent le menu était composé de poisson.
Les Tayronas ont fortement développé la capacité à utiliser les plumes pour décorer les coiffes et les costumes. Ils se conformaient à la tradition annuelle de dépouiller les aras et autres oiseaux pour la fête du maïs (solstice d'été). En ce qui concerne leurs mythes et leurs traditions, les Tayronas avaient d'innombrables dieux, mais peu sont connus en raison de l'absence de langue écrite et parce que les chroniqueurs de la colonisation n'ont pas pénétré dans les montagnes pour approfondir la culture Tayrona, contrairement à ce qui s'est passé avec d'autres cultures, telle celle des Chibchas. En revanche, provenant des indiens Kogi et des autres tribus qui survivent aujourd'hui dans la Sierra Nevada, sont connus les mythes cosmogoniques de la culture Tayrona.

### Les Muiscas

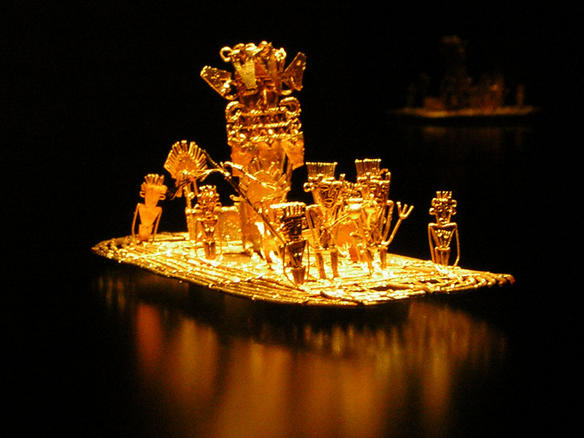
Radeau d'or, représentation de l'initiation d'un nouveau Zipa dans le lac de Guatavita, source possible de la légende de l'Eldorado ; entre 1200 et 1500 av. J.-C., Musée de l'or.

Habitant dans la zone centrale de la Colombie, plus spécifiquement dans l'Altiplano cundiboyacense, les Muiscas (également appelés Chibchas) bénéficièrent de la culture précolombienne qui a atteint le plus haut degré de développement en Colombie en ce qui concerne l'administration et la structure politico-administrative, jusqu'à former une confédération de caciquats connue sous le nom de confédération muisca avec un système uniforme de routes, de langue, d'imposition de religion et de lois. Le mot "muisca" vient du muyskkubun (muisca), muyska, qui signifie personne ou individu.
Il subsiste peu de mythes de la culture Muisca du fait que Bogota soit devenue capitale du royaume de Nouvelle-Grenade, et que de nombreux chroniqueurs s'y installèrent. Selon les Muiscas, il y avait de nombreux dieux, mais les plus importants étaient Sua (le Soleil), à qui ils érigèrent le temple de Sugamuxi ou Suamox (Sogamoso), et Chía (la Lune), dont le temple est situé dans la ville homonyme, le deuxième en importance. D'autres personnages, comme Bochica, fils du Soleil, parfois divinités et parfois héros de légendes, étaient considérés avec beaucoup de respect et d'affection.

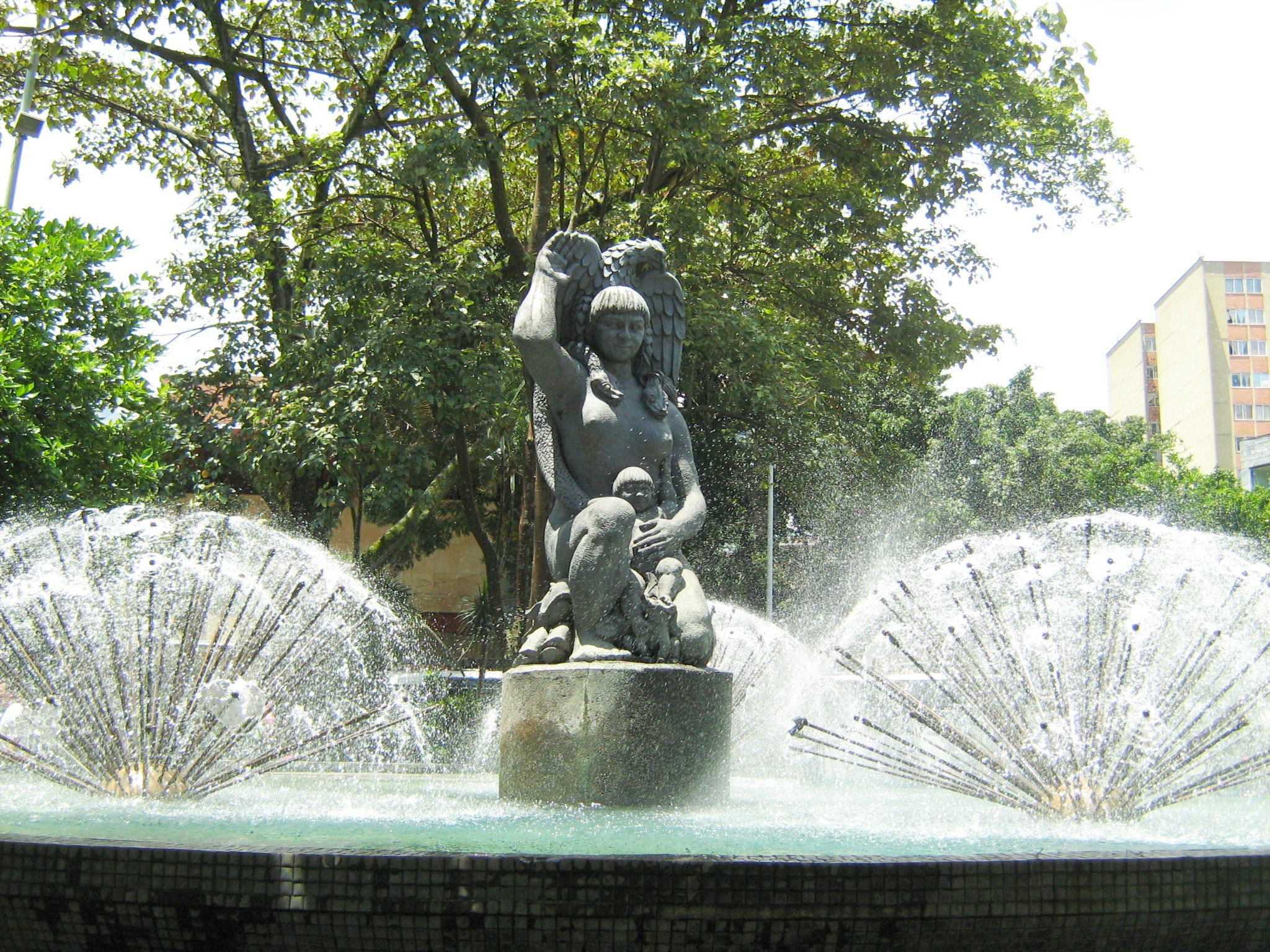
Sculpture représentant Bachué, la « mère des Muiscas », Medellín.

Il existe d'autres mythes tels que celui de Bachué, la mère des Muiscas. Un jour, une femme svelte et belle sortit du lac Iguaque accompagnée d'un petit enfant. Elle s'appelait Bachué ; elle s'assit sur la rive du lac et attendit que l'enfant grandisse. Lorsqu'il eut atteint un âge suffisant, elle se maria avec lui et ils eurent de nombreux fils, les Muiscas. Bachué leur apprit à chasser, cultiver, respecter les lois et adorer les dieux. Bachué fut si bienveillante que les Muiscas se réfèrent à elle sous le nom de Furachoque ("bonne femme" en langue muisca). Lorsqu'ils furent vieux, Bachué et son époux décidèrent de retourner à Iguaque et se transformèrent en serpents qui disparurent dans les eaux du lac.
La contribution des Muiscas à la culture nationale colombienne est probablement la plus importante. En particulier, dans le domaine sportif, le jeu du tejo, déclaré « sport national colombien » en juin 2000 par le congrès colombien, est une variante du turmequé, inventé par les Muiscas ; les Espagnols y ont simplement rajouté l'emploi de la poudre à canon pour les cibles. Entre les Muiscas s'organisaient des tournois de lutte ; le gagnant était récompensé par le cacique avec un manteau fin de coton et se convertissait en guerrier (güecha).
La raison probable pour laquelle les Muiscas sont restés dans les mémoires est qu'il s'agit de la nation à l'origine de la légende de l'"Eldorado". Le zipa de Bacatá (es) se baignait dans la laguna de Guatavita, à environ 50 km de Bogotá, couvert d'or en poudre qui tenait grâce à une résine spéciale. Ses sujets jetaient des offrandes en or dans le lac et le zipa s'immergeait tandis que l'or en poudre qui le recouvrait se répandait dans l'eau, lui donnant une couleur dorée.

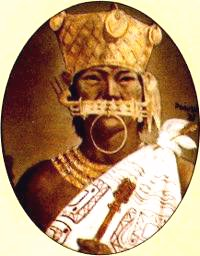
Portrait de, avant-dernier cacique muisca (1514-1537).

Le système politico-administratif muisca est le plus avancé parmi les civilisations précolombiennes de Colombie. Il s'agit d'une confédération de caciques. Au sein de la nation muisca, il y avait deux grandes confédérations : celle du zipa de Bacatá (Bogota) et celle du zaque de Hunza (Tunja). Le fonctionnement de ces confédérations consistait en ce que chaque peuple membre de la Confédération payait un tribut au zipa ou au zaque, en or ou en ressources en échange de sa protection et d'un marché pour ses produits. Pour sa part, le gouvernement central, à la charge du zipa ou du zaque, créait les règles de vie commune. Le zipa ou le zaque étaient également chargés de la formation des guerriers, ou güechas qui, dans la culture muisca, étaient organisés en une véritable armée dépendant directement des grands seigneurs. Généralement, les hommes de toutes positions sociales participaient librement à la chasse ainsi qu'à la pêche. En temps de guerre, tous les huzaques, ou seigneurs mineurs, se réunissaient avec le zipa ou le zaque et prenaient les décisions. Cela se passait ainsi également en cas de famine ou de sécheresse. Lorsque la réunion était finie, les caciques communiquaient leur décision aux Tiuquines, de puissants messagers qui couraient dans tout l'Altiplano pour apporter le message de la décision prise.
Les Muiscas habitaient dans l'Altiplano cundiboyacense,, depuis le río Chicamocha jusqu'au paramo de Sumapaz, et depuis les pentes de la cordillère Orientale, au Cundinamarca, jusqu'à Santa Rosa et Sogamoso. Leur territoire était limitrophe de celui des Pijaos et des Panches (es) (ou Tolimas). Ils étaient les uniques producteurs d'émeraudes, monopolisaient le minerai de cuivre, le charbon (d'origine végétale ou minérale) et disposaient des énormes mines de sel de Nemocón, Zipaquirá et Tausa. Les émeraudes, le sel et le charbon, nécessaires à la fabrication de joyaux, étaient échangés avec les Pijaos et les Panches, qui habitaient au sud. En échange, ceux-ci leur donnaient de l'or qu'ils avaient en abondance.
Les forêts étaient publiques, de même que les lacs, les paramos et les berges des rivières, ainsi la production alimentaire s'accordait aux besoins de chaque habitant. À Bacatá, Chocontá et Hunza s'étaient établis trois grands marchés où les gens pouvaient échanger leurs marchandises. Les sources d'eau salée étaient entourées par des fours pouvant être utilisés par tous pour faire évaporer l'eau et obtenir du sel. Dans les marchés étaient échangés des produits de base comme le maïs, le sel, le miel, les fruits et les céréales, ou des produits de luxe parmi lesquels se trouvaient les plumes, l'or, le cuivre, le coton, le cacao et les escargots importés du territoire des Tayronas.

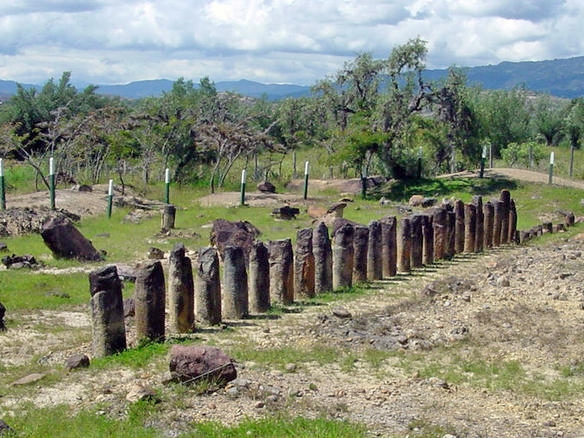
Vestiges d'un temple muisca, Villa de Leyva.

Le calendrier muisca était peu précis. Les Muiscas savaient que pendant le solstice d'été la journée durait plus longtemps. Le 21 juin (calendrier grégorien), ils allaient tous à Suamox ou à Sugamuxi où se trouvait le temple de Sua pour voir la procession des membres les plus importants de la cour du zaque. C'était une occasion très spéciale et festive, où hommes, femmes et enfants étaient peints avec de l'indigo et du roucou, chantaient et dansaient, ivres de bière. Le lendemain, tous participaient à la cérémonie des offrandes en priant pour une bonne année et de meilleures récoltes.
La caste religieuse était instruite dès l'enfance. Plus tard, ces "initiés" devenaient jeques, ou prêtres ; ils dirigeaient les cérémonies religieuses et enterraient les morts. Eux seuls pouvaient pénétrer à l'intérieur des temples avec, dans leur sac, des feuilles de coca qu'ils mâchaient accompagnées de chaux pour célébrer leurs rites en état de transe. Chaque famille devait offrir un de ses fils. Les jeunes garçons ainsi offerts étaient instruits par les prêtres jusqu'à l'âge de quinze ans, puis étaient sacrifiés et leur sang offert à Sua. Cela était considéré comme un grand honneur, mais au fil du temps cette tradition a été remplacée par des offrandes d'or et de perroquets en provenance des plaines auxquels ils avaient appris à parler avant de les sacrifier. Vers 1300, la tradition des sacrifices humains avait quasiment disparu.
La langue muisca appartenait à la famille linguistique des langues chibchanes, ce qui leur permettait de maintenir des relations avec les Panches, les Motilones, les Tayronas et les Opitas, membres du même groupe linguistique.
En 1537, année de l'arrivée des Espagnols sur l'Altiplano cundiboyacense, on estime que les Muiscas étaient un peu plus d'un million, organisés en cinquante-six tribus qui vivaient presque toujours en paix.

### Les Quimbayas

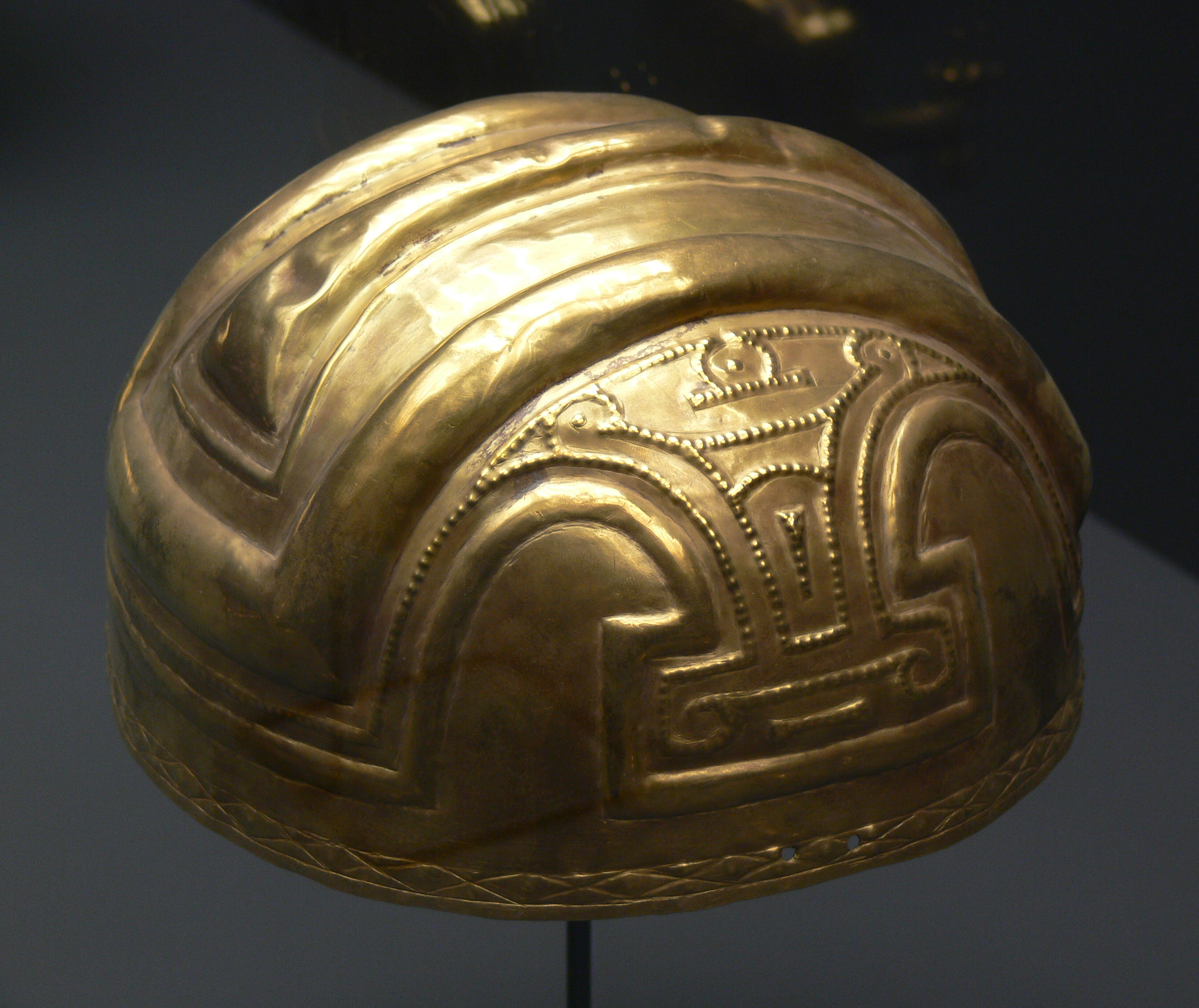
Casque doré Quimbaya ; Musée ethnologique de Berlin.

Entourés de bambous et de coulequins, les Quimbayas sont célèbres pour leur capacité à construire avec du bambou, ainsi que pour leurs bijoux et leurs guerriers. Ils habitaient dans l’actuelle région du café, principalement dans l’actuel département du Quindío. Les Quimbayas sont les créateurs de ce qui est probablement la plus célèbre pièce précolombienne en or du monde, le Poporo Quimbaya (musée de l'or, Bogota), et d’une des plus importantes collections d’art préhispanique : le Trésor des Quimbayas (musée de l'Amérique, Madrid).
Los Quimbayas, dont la population est estimée à presque 100 000 personnes, vivaient dans des huttes rondes en bambou et au toit de chaume. Les feux étaient publics. Chacun des feux était partagé par trois ou quatre familles et se trouvait dans une cabane près des maisons de ces familles. Les colonies étaient assez compactes et il était courant que chaque village quimbaya ne dépasse pas trois familles, ce qui créait, dans les villages, une ambiance très chaleureuse.

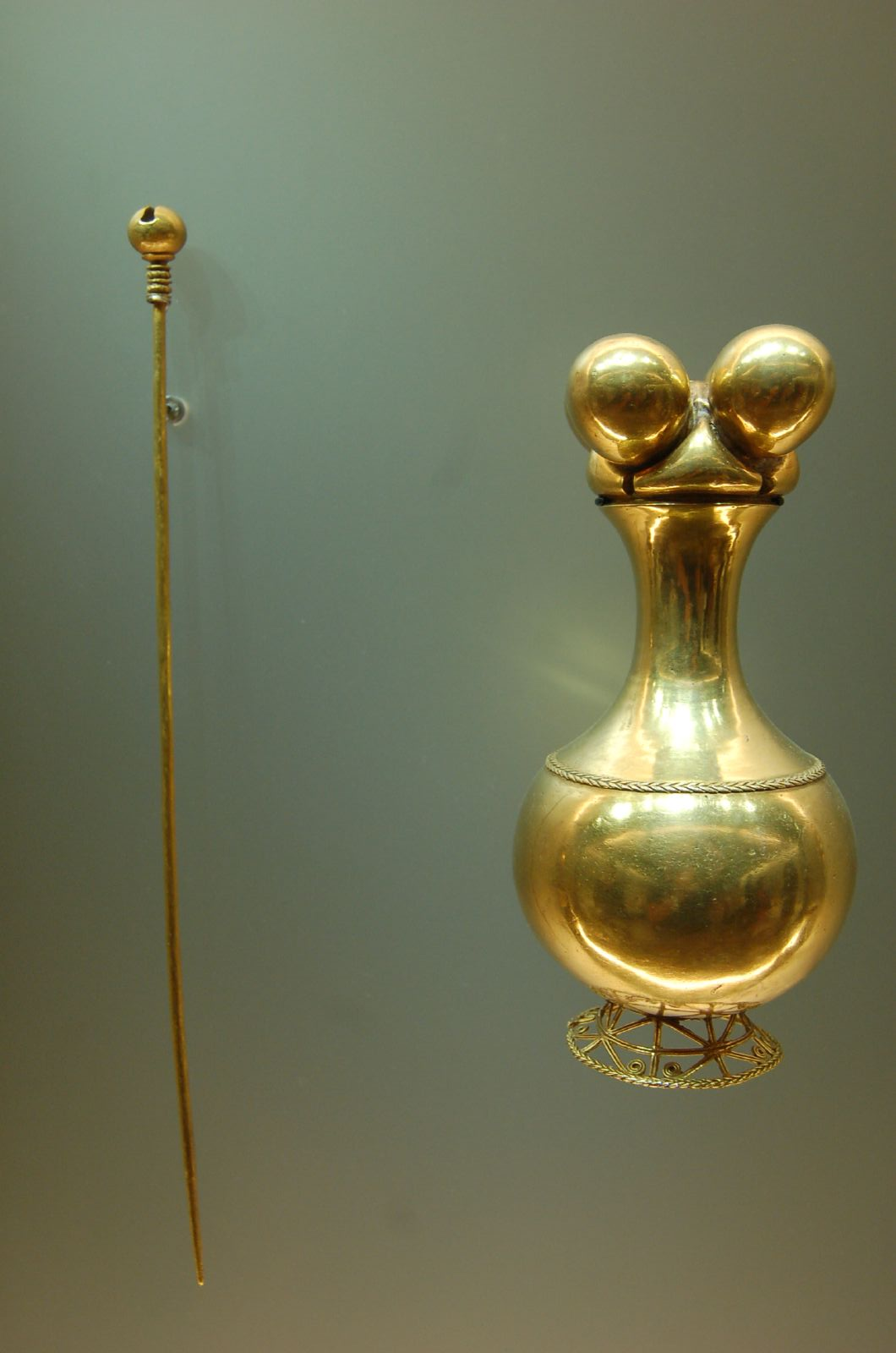
Poporo Quimbaya ; Musée de l'or.

La production agricole des Quimbayas n'était pas aussi efficace que celle d'autres cultures, mais ils connaissaient et pratiquaient la rotation des cultures. Ils cultivaient la terre puis la laissaient se reposer l'année suivante tandis qu'ils en cultivaient une autre. Ils étaient experts dans la fabrication de terrasses sur les zones pentues, évitant ainsi l'érosion. La plantation de bambous, en plus d'être une source de bois, conservait beaucoup d'eau et restaurait les éléments nutritifs du sol. Les cultures les plus courantes sont le maïs, l'arracacha, les haricots, le sisal et le manioc.
Les Quimbayas ont fortement développé la collecte systématique de fruits et de baies, en particulier les guamas, les pitayas, les goyaves, avocats et les caimitos. Mais l'arbre le plus utilisé était le bambou. Le bambou est un arbre abondant dans l'actuelle région du café et a été utilisé par les Quimbayas pour fabriquer des jouets, des armes et des maisons. Les Quimbayas ne construisaient pas de ruches et recueillaient le miel dans les nids d'abeilles formés sur les arbres. Ils le consommaient vierge et faisaient sécher la cire pour fabriquer des objets en or grâce à la technique du moulage à la cire perdue.
Leur savoir-faire dans le traitement du sel était l'une des raisons pour lesquelles les Quimbayas ne furent pas conquis par des peuples plus belliqueux comme les Muzos et les Panzes. Les sources de sel de Consota, Cori, Coinza et Caramanta étaient monopolisées par les Quimbayas, qui contrôlaient le commerce de minerais dans la zone à l'ouest de la cordillère Centrale. Dans ces sources salées, l'ingénierie Quimbaya séparaient les eaux salées de l'eau douce et amenait l'eau salée par des tuyaux de bambou jusqu'à des fours où l'eau était évaporée. Les Quimbayas conservait le sel dans des réservoirs spéciaux détenus par chaque famille. Le sel était utilisé pour payer des tributs au cacique et aux principales tribus voisines.
Les Quimbayas étaient d'habiles chasseurs. Il était d'usage pour les parents et les enfants d'aller dans la jungle pour chasser la nuit et de revenir le lendemain avec des tapirs, des opossums, des fourmiliers ou au mieux des pacas et des cerfs. La viande de ces proies était salée pour une consommation ultérieure. Ils chassaient également les aras, dont ils utilisaient les plumes comme décoration et en consommaient la viande crue.

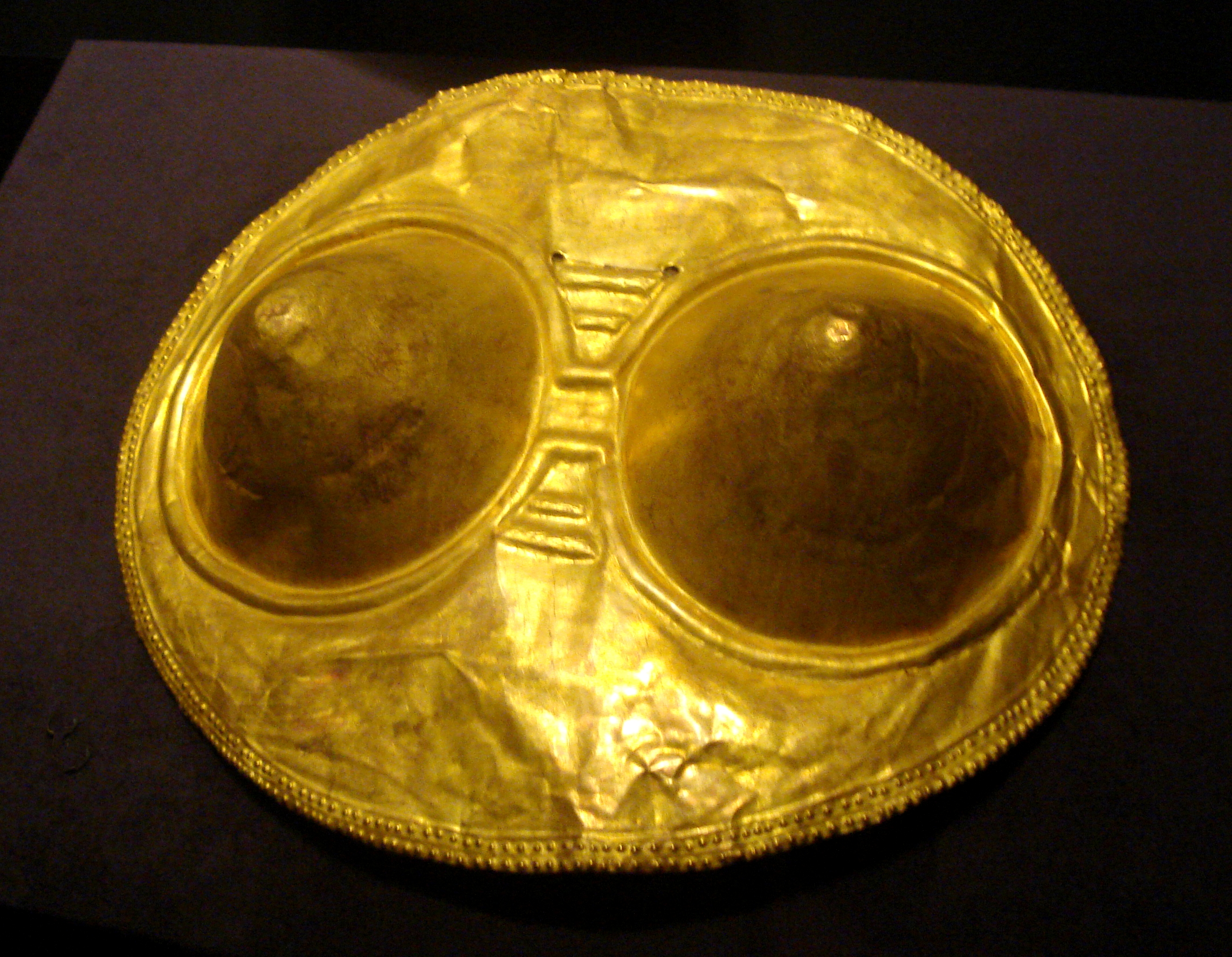
Pectoral Quimbaya en tumbaga ; 300-1600, Muséum Field (Chicago).

L'or des Quimbayas ne provenait pas de mines comme celui des Tayronas, ni du commerce comme pour les Muiscas, mais des rivières. L'or brut était ramené pour l'orfèvrerie. Il était broyé avec de grosses pierres puis, lorsqu'il était presque en poudre, il était mélangé avec du cuivre pour faire du tumbaga qui était plus facile à fondre. Les Quimbayas fabriquaient des figurines grâce à la technique de la cire perdue et la trempe : le tumbaga était chauffé puis plongé brusquement dans l'eau glacée et martelé pour éliminer les impuretés et le renforcer. En plus de la technique de la cire perdue, qui était utilisée plus fréquemment pour les pièces décoratives et rituelles religieuses ou civiles, celles de l'embossage et du martelage délicat à la feuille d'or étaient également pratiquées. La technique de l'embossage était utilisée pour les armes, les casques et les cuirasses des guerriers.
La culture Quimbaya pratiquait l'anthropophagie rituelle. Quand une tribu entrait en guerre, le cacique sacrifiait deux de ses esclaves et tous buvaient leur sang et mangeaient leur chair, pensant que cela leur donnerait le courage et la force de lutter. Cette pratique était en usage seulement en temps de guerre et dans les cérémonies religieuses.
L'enterrement d'un cacique était un événement important. Les prêtres organisaient une grande cérémonie, peignaient et décoraient le corps du cacique qui portait des ornements d'or et des vêtements luxueux. Le corps du cacique était conservé pendant plusieurs semaines à son domicile où les visiteurs se succédaient, puis apporté au sommet d'une colline où avait été creusé un trou dans lequel été déposés beaucoup de bijoux et de vêtements. Enfin, le cacique était enterré avec des esclaves vivants destinés à le servir dans sa nouvelle vie.

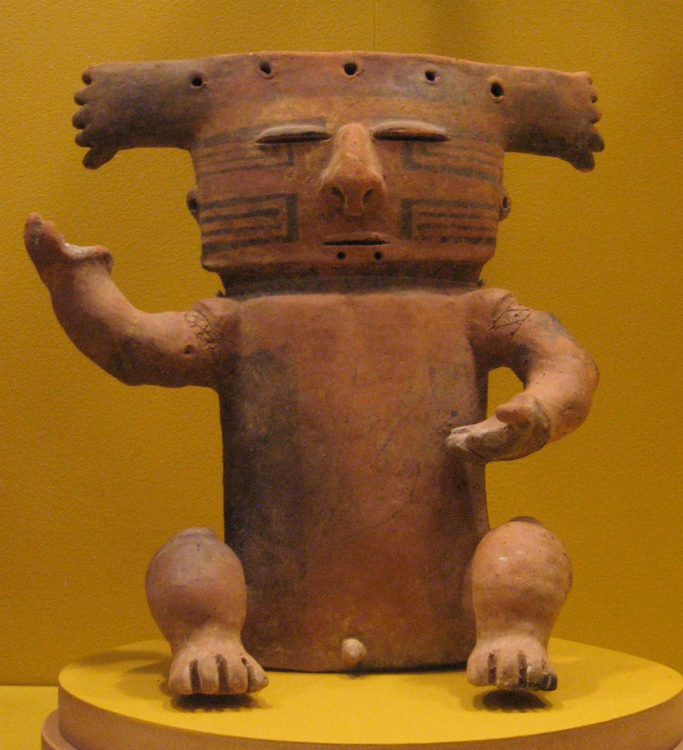
Statue Quimbaya en céramique peinte ; 1000-1400, Musée d'art du comté de Los Angeles.

La structure administrative quimbaya était très dispersée. Il y avait plus de 80 caciques, mais ceux-ci n'en reconnaissaient que cinq comme étant des caciques supérieurs. En ce qui concerne les relations avec les tribus voisines, les Quimbayas, à la différence d'autres cultures, avaient des relations suivies avec leurs voisins bien que limitées par les distances entre les villages. Les relations, par l'intermédiaire d'interprètes, étaient maintenues de cacique en cacique. Ces tribus voisines étaient les Ansermas, les Irras, les Quindos, les Caramantas, les Pícaras, les Pozos et les Armas.
Les Ansermas étaient très puissants, et ont même été sur le point d'envahir le territoire quimbaya. Les Pozos et les Armas étaient des cannibales et ont toujours été en lutte avec leurs voisins.
Les Quimbayas n'avaient pas d'armée organisée, mais au combat les guerriers quimbayas, formés par les caciques, dirigeaient des milices composées d'hommes et de femmes de tous âges qui se battaient sur un pied d'égalité : à l'époque, il était important de préserver la nation quimbaya. En temps de paix, les Quimbayas organisaient des brigades de sentinelles, espions qui gardaient les frontières. En cas d'invasion, les caciques étaient informés et rassemblaient la population. Il a été constaté que les Quimbayas étaient de bons constructeurs de tranchées et de pièges. Ils creusaient des fossés profonds remplis de pieux acérés trempés dans du poison, camouflés avec de la paille. Une autre de leurs techniques de défense consistait à se cacher dans les forêts de bambou afin de tendre une embuscade à l'ennemi avec des flèches empoisonnées. Dans la bataille, les enfants portaient les drapeaux des tribus, les femmes jetaient des pierres, des lances et de l'eau bouillante depuis les collines, les hommes et les jeunes se tenaient à l'avant avec des arcs et des flèches. Après la victoire, tous se réunissaient dans la ville et célébraient leur triomphe par des danses et des combats fictifs.
Ils furent une des dernières cultures précolombiennes à disparaître, parce que les zones qu'ils habitaient étaient presque inaccessibles, entourées des deux côtés par des montagnes et par la jungle au nord et au sud. Pourtant, le chef de file des conquistadors espagnols, Jorge Robledo, qui avait déjà conquis le nord de l'Antioquia, est arrivé dans la région où ils vivaient. Robledo les a d'abord bien traités, mais rapidement il commença à les enrôler pour travailler. Les Quimbayas résistèrent et partirent en guerre. Ce fut inutile, Robledo étant aisément vainqueur, et les derniers survivants quimbayas s'échappèrent en direction du Chocó.

### Les Zenús

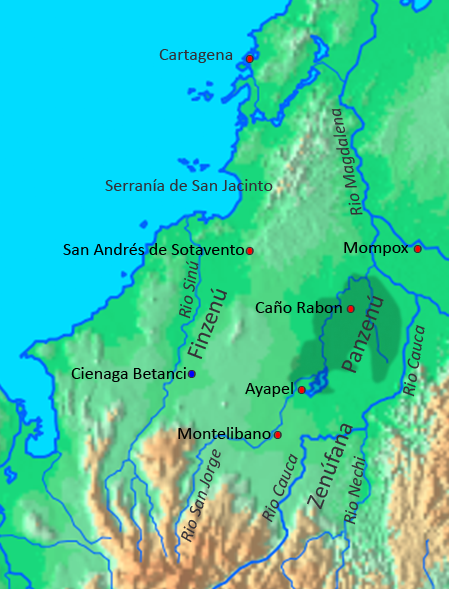
Carte de l'aire d'influence Zenú.

Dans les départements actuels de Sucre et Córdoba existait un peuple connu sous le nom de Zenús. Les Zenús étaient la seule culture précolombienne de Colombie à avoir établi un gouvernement centralisé avec trois grands caciques, le chef de Panzenú, celui de Zenufana et la grande cacique de Finzenú. La structure peut être considérée comme centralisée, car les chefs des trois territoires étaient frères et sœur, et ceux de Panzenú et Zenufana devaient hommage à la grande cacique de Finzenú, leur sœur aînée. Le système centralisé amena à la concentration des Zenús dans les grandes villes au détriment des petits villages indépendants. Ces villes sont : Yapel (aujourd'hui Ayapel, dans le département de Córdoba), Mexión (Tuchín, Córdoba), Faraquiel (au sud de Montería) et la grande capitale Finzenú (Montería, actuel chef-lieu du département de Córdoba).
Il n'y a aucune trace des mythes des Zenús mais on sait qu'ils racontaient l'histoire d'un grand déluge qui a tout inondé. Depuis ces inondations les Zenús ont mis à profit le temps sec pour creuser des canaux qui drainaient l'eau. En plus des pluies fréquentes, la terre des Zenús est arrosée par de puissants fleuves, le río Sinú et son bassin versant et le río Cauca et ses affluents. Les Zenús construisirent des canaux jusqu'à laisser un réseau complexe reliant les quatre villes et les petits villages. Il est connu que les Zenús construisirent un réseau secondaire en bordure des montagnes et sur les hauteurs des plaines afin que les villes restent connectées à la campagne pendant les sécheresses et les inondations. Ces canaux ont été en grande partie enterrés par les Espagnols qui ont colonisé le territoire de l'actuel département de Córdoba au milieu du XVIIe siècle. Malgré cela, dans la région de la dépression de Mompox, peu explorée par les Espagnols, il subsiste une partie de ce travail d'ingénierie.

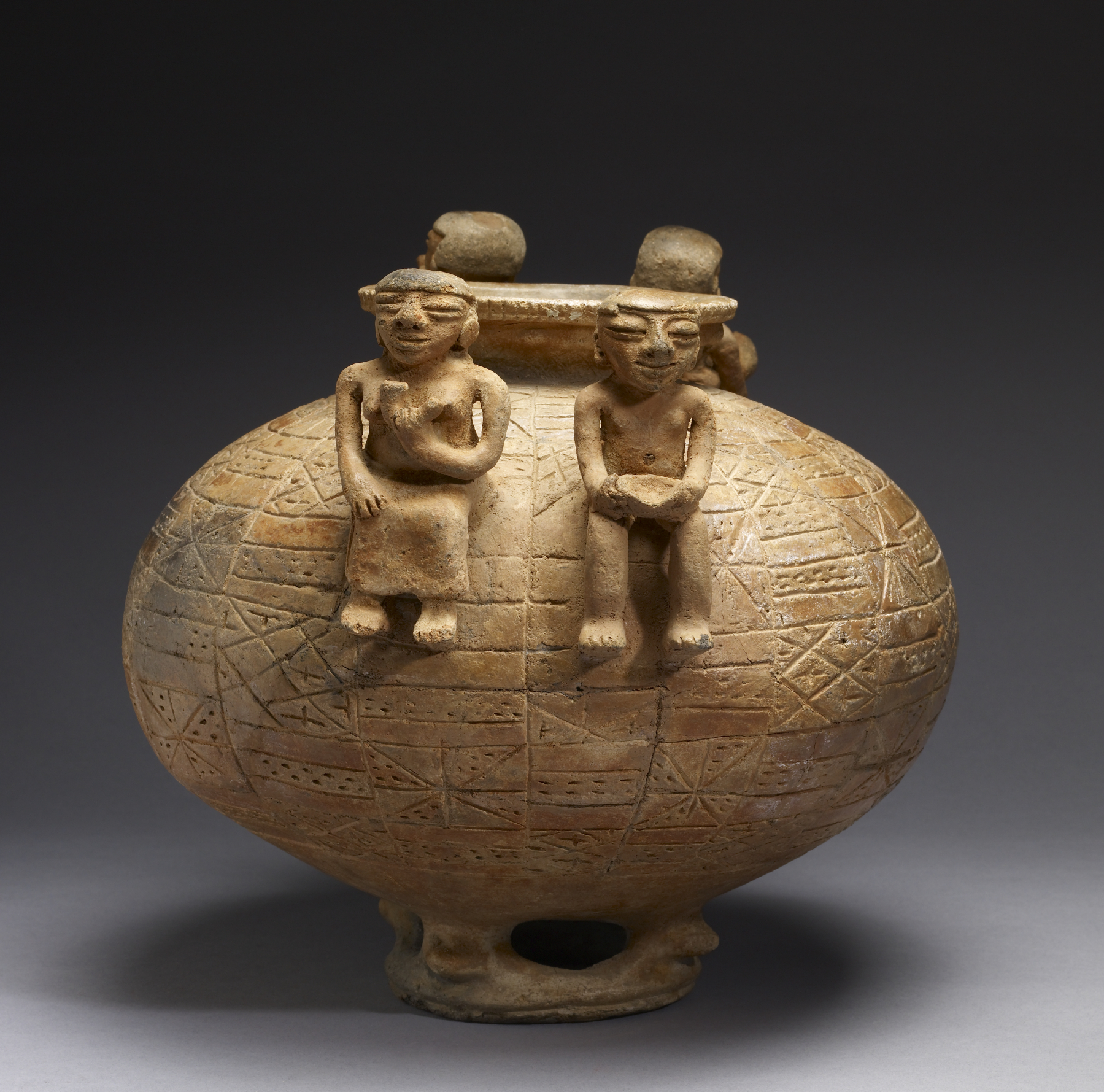
Récipient à base annulaire et figures modelées ; 500-1550, Walters Art Museum.

Les grandes villes étaient interdépendantes : Mexión, qui comptait environ 25 000 habitants, était spécialisée dans le tissage de paniers, chapeaux, sacs, pagnes, couvertures, hamacs et autres articles. Des sacs à dos et des pagnes de coton filé, tissé et teint ont été retrouvés. Yapel, un peu plus grande que Mexión, avec environ 30 000 habitants, était la ville de la poterie et fabriquait presque tous les articles en argile du pays Zenú. Finzenú était la capitale et la plus grande ville du pays, comptant environ 70 000 habitants. En plus d'être le centre administratif et la résidence du grand cacique des Zenú, elle était le centre producteur d'or Zenú, dont le río Sinu donnait le minerai. Enfin, il y avait Faraquiel, la ville spirituelle des Zenús, non loin de Finzenú. Tout bon Zenú devait aller au temple de Faraquiel au moins une fois dans sa vie. L'interdépendance des villes faisait qu'elles exportaient et importaient les différents produits, aucune n'étant autosuffisante, ce qui garantissait la stabilité territoriale Zenú. Chaque région avait cependant des espaces agricoles exploités indépendamment.

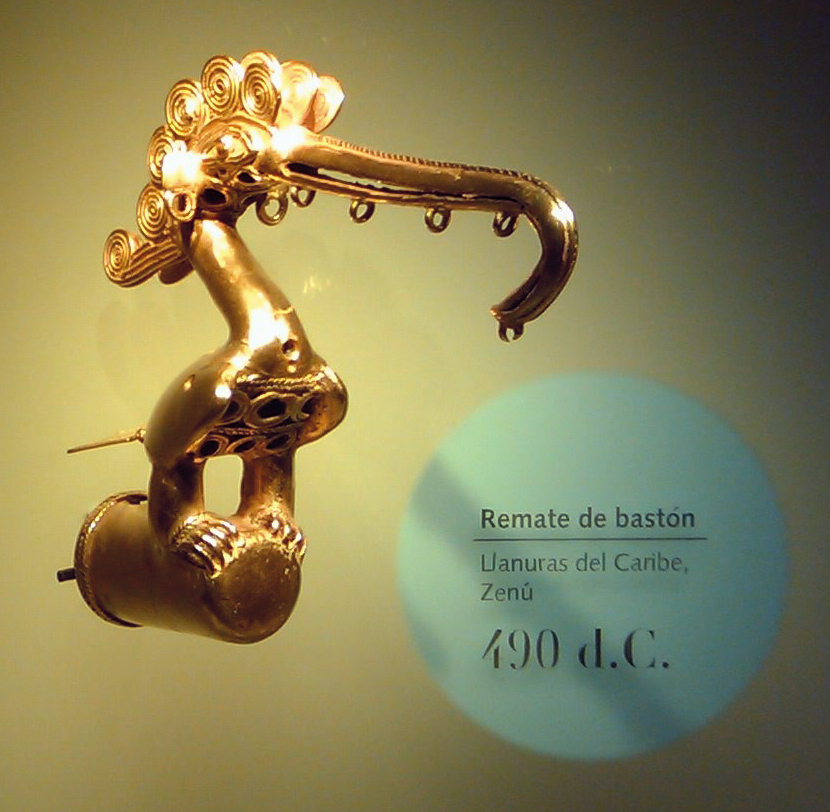
Repose-tête ; 490, musée de l'or.

Le temple de Faraquiel, érigé au sommet d'une colline, était le centre de la vie religieuse. Il était composé d'une grande hutte environnée par des arbres sur les branches desquelles pendaient des clochettes d'or, avec à l'intérieur six idoles d'or gigantesques et des hamacs suspendus remplis d'offrandes d'or. Dans la culture Zenú, il n'y avait pas de déification des chefs ou des temples ou des prêtres. Même le grand cacique accordait des audiences aux citoyens, tout le monde pouvait librement entrer dans les temples et faire des offrandes, à la différence d'autres cultures comme les Quimbayas et les Muiscas. Même s'ils pouvaient être vus, sortir en public et accorder des audiences, les caciques ne pouvaient pas toucher le sol nu ou être touché par quelqu'un.
Les rites mortuaires Zenús étaient assez simples. Lorsque quelqu'un mourait, il était placé sur une embarcation et conduit à travers les canaux jusqu'à Finzenú où tous les Zenús étaient enterrés. S'il s'agissait d'un important dignitaire, le chef Finzenú dirigeait lui-même le bateau. Tous les morts étaient enterrés face à l'est de telle sorte qu'ils voient chaque jour le lever du soleil. La mort pour les Zenús n'était pas triste, mais au contraire un moment de fête, car ils considéraient qu'alors la vie était plus heureuse, car l'esprit n'avait plus de corps à qui il devait des obligations et était donc libre. Ceux qui assistaient au rite buvaient et mangeaient tout en foulant le sol où la personne était enterrée. À la fin de l'enterrement, un arbre était planté sur le monticule et la réunion était dissoute.

### La culture Tolima

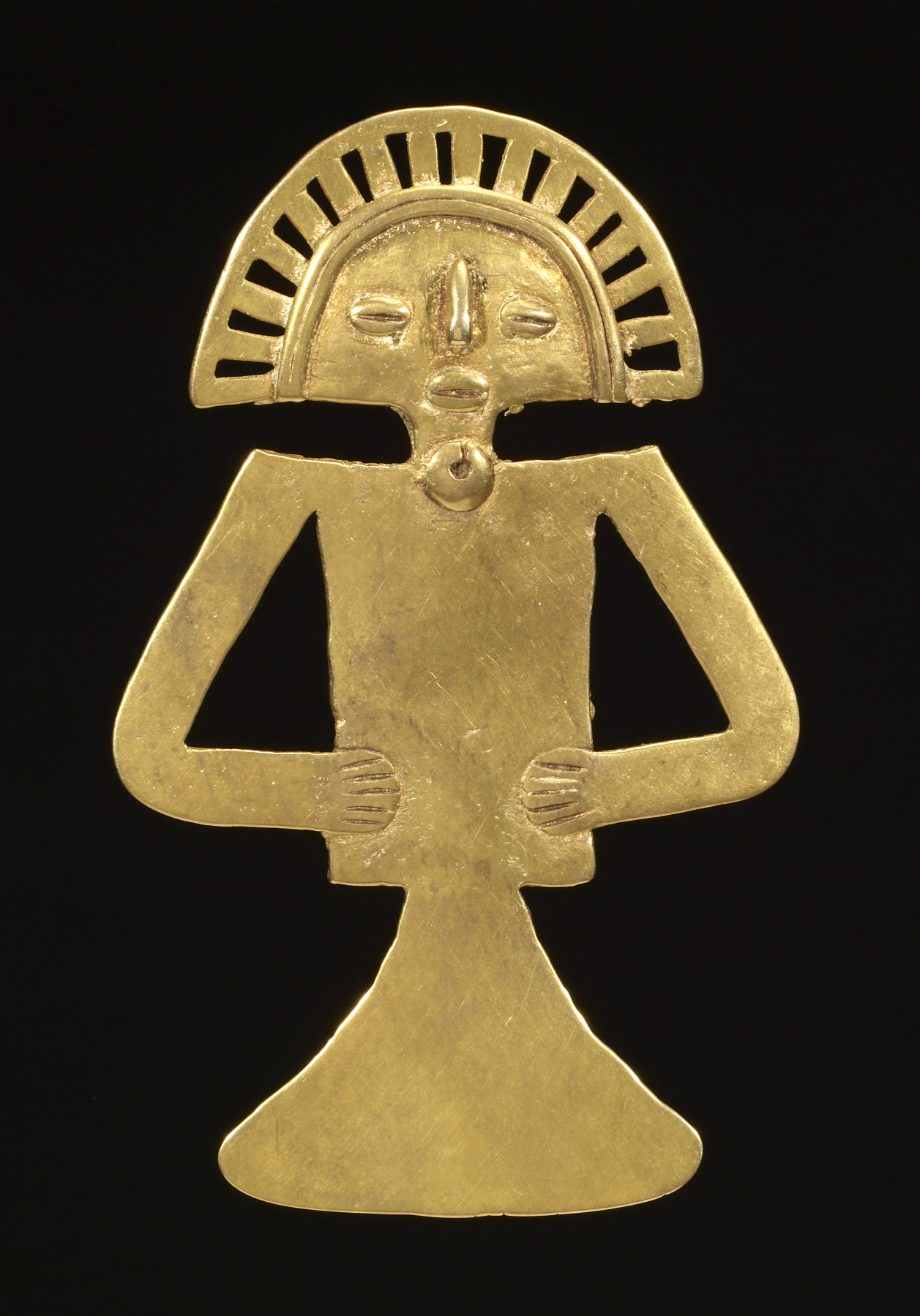
Pendentif en or, culture Tolima, Walters Art Museum.

La culture Tolima a été apportée par des groupes nomades qui vivaient au bord de la rivière Magdalena, sur les flancs de la Cordillère Centrale dans le département du Tolima, vers 900 apr. J.-C. Cette région regroupait alors une grande diversité d'ethnies (environ 50) dont on connaît surtout les Pijaos et les Panches qui se sont distingués par leur résistance acharnée contre les conquistadors espagnols.
Les plus anciennes traces humaines à Tolima ont été trouvées dans le site archéologique d'El Prodigio, dans la municipalité de Chaparral. Des fouilles effectuées en 1991 par l'archéologue Camilo Rodriguez ont permis des datations au carbone 14 de 7370 av. J.-C. Sur ce site ont été trouvés des artéfacts de quartz, utilisés pour la collecte et le broyage des graines.
Selon l'historien Adolfo Triana Antorveza, les indigènes qui faisaient face au processus de colonisation développèrent différentes formes d'organisation communautaire organisées en chefferies, confédérations et hiérarchies semblables à d'autres cultures précolombiennes. Pour le peuple Pijao, il est estimé que l'organisation sociale était pyramidale, avec un chef visible qui, entre 1605-1610, était le célèbre cacique Calarcá (es).

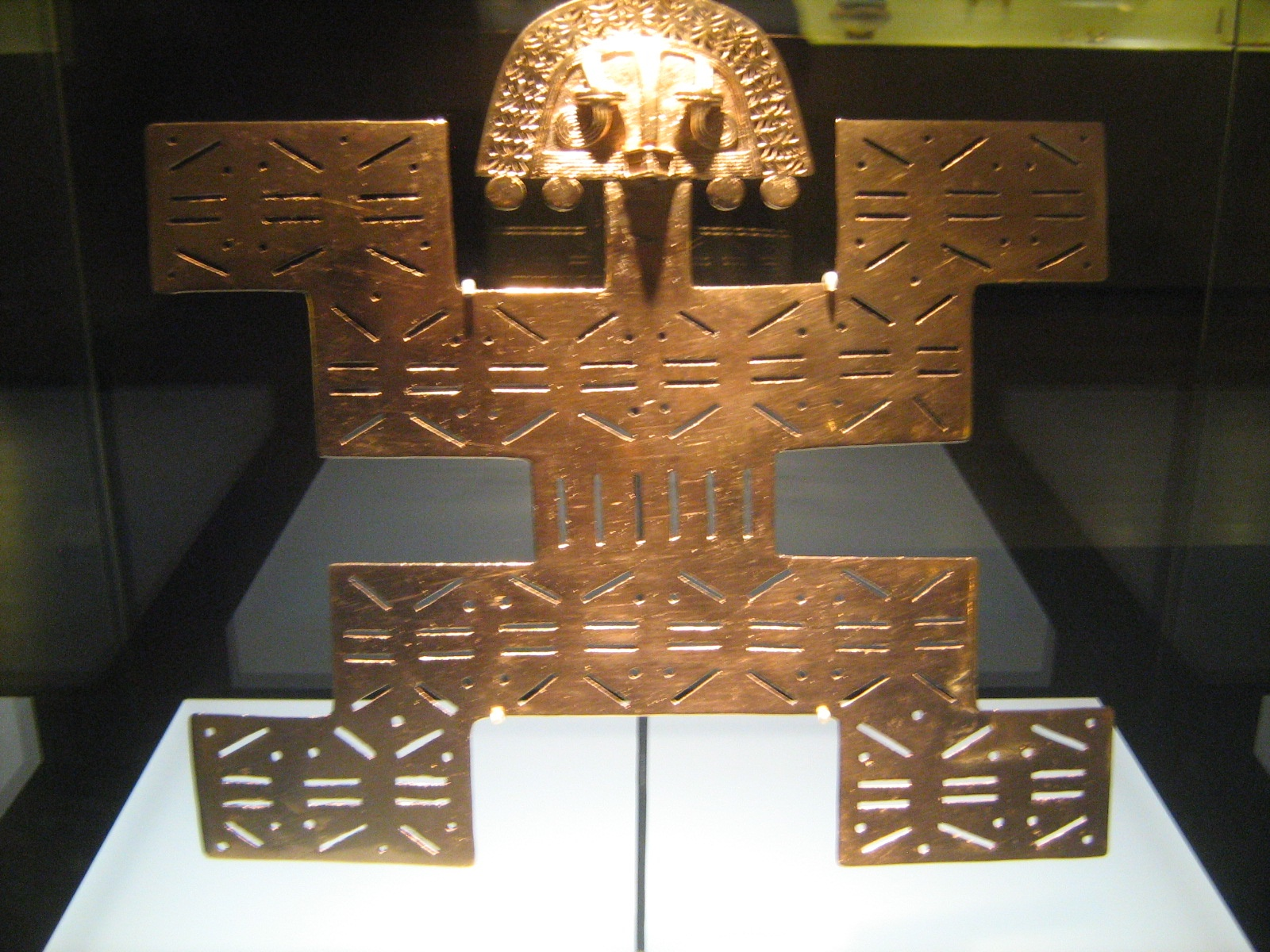
Pectoral en tumbaga ; 0-550 apr. J.-C., musée de l'or.

La principale culture était le maïs. Dans les terres chaudes sont collectées chaque année jusqu'à trois récoltes de manioc, des panais, des haricots, des pommes de terre, des arachides, des courges, des pastèques, des ananas, des avocats, des melons, des papayes, des fruits de la passion, des goyaves, des capucines tubéreuses, du tabac à priser, du coton, du sisal et de la coca.
L'orfèvrerie Tolima se distingue surtout par ses pectoraux anthropomorphiques schématiques, avec ou sans décoration, finis en forme d'ancre, ses boucles d'oreilles, colliers, pendentifs et figurines géométriques, anthropomorphes ou zoomorphes. La technique utilisée était celle du moulage à la cire perdue suivi d'un martelage.
Les peuples de la culture Tolima produisaient une grande variété de récipients et d'objets en céramique à usage domestique ou cérémoniel, certains de grande taille et avec la présence de couleurs (rouge, brun, jaune, noir), et des outils de pierre avec fonction de grattage, de perçage, de taraudage ou de coupe, produits à partir de matières premières d'origine volcanique.
L'art Tolima se retrouve également dans l'art rupestre qui est largement représenté par les nombreux pétroglyphes et pictogrammes retrouvés.

### La culture Calima

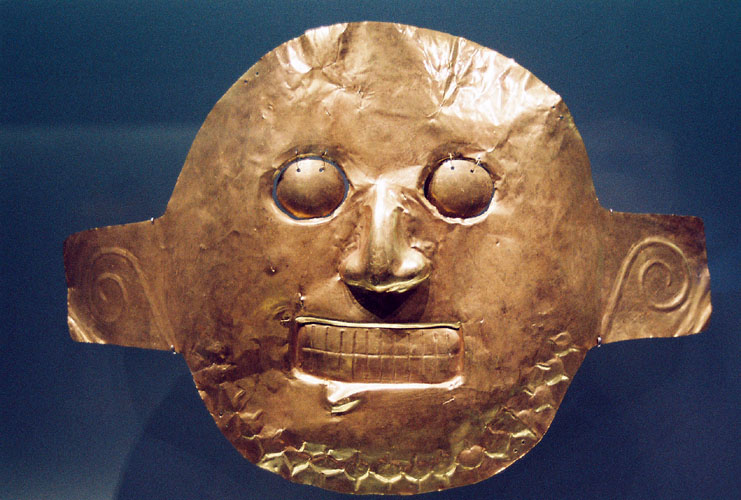
Masque doré, culture Calima.

La culture Calima est le nom qu'ont donné les archéologues au groupe humain qui a peuplé les bassins des ríos
San Juan, Dagua et Calima, dans le département de Valle del Cauca où il a vécu, selon les études, entre l'Holocène et le XVe siècle.
Dans les fouilles du site ont été trouvés des ustensiles, des céramiques, de l'orfèvrerie et des tombeaux qui indiquent la forte activité d'un peuple faisant partie de la famille linguistique des Caraïbes. Les restes archéologiques de ce peuple éteint sont parmi les pièces les plus prisées de l'art précolombien.

### La culture Nariño
Les Nariños habitaient le secteur oriental du massif colombien, un altiplano accidenté, situé au-dessus de 3 000 mètres d'altitude, près de la frontière avec l'Équateur. Ils ont été exterminés par l'expédition de Sebastián de Belalcázar.
Les hautes terres de cette partie de la cordillère sont caractérisées par des sols fertiles formés à partir de cendres volcaniques. Dans la région se trouvent les volcans Chiles, Cumbal, Azufral, Galeras, Doña Juana et Patascoy. Le paysage est vallonné et se compose de collines basses entrecoupées de ravins.
Leur orfèvrerie était proche des motifs artistiques des Incas. Deux ensembles en céramique différents ont été définis. Capulí est daté du XIIe siècle, et Piartal-Tuza est daté entre le VIIe siècle et le XVIe siècle.

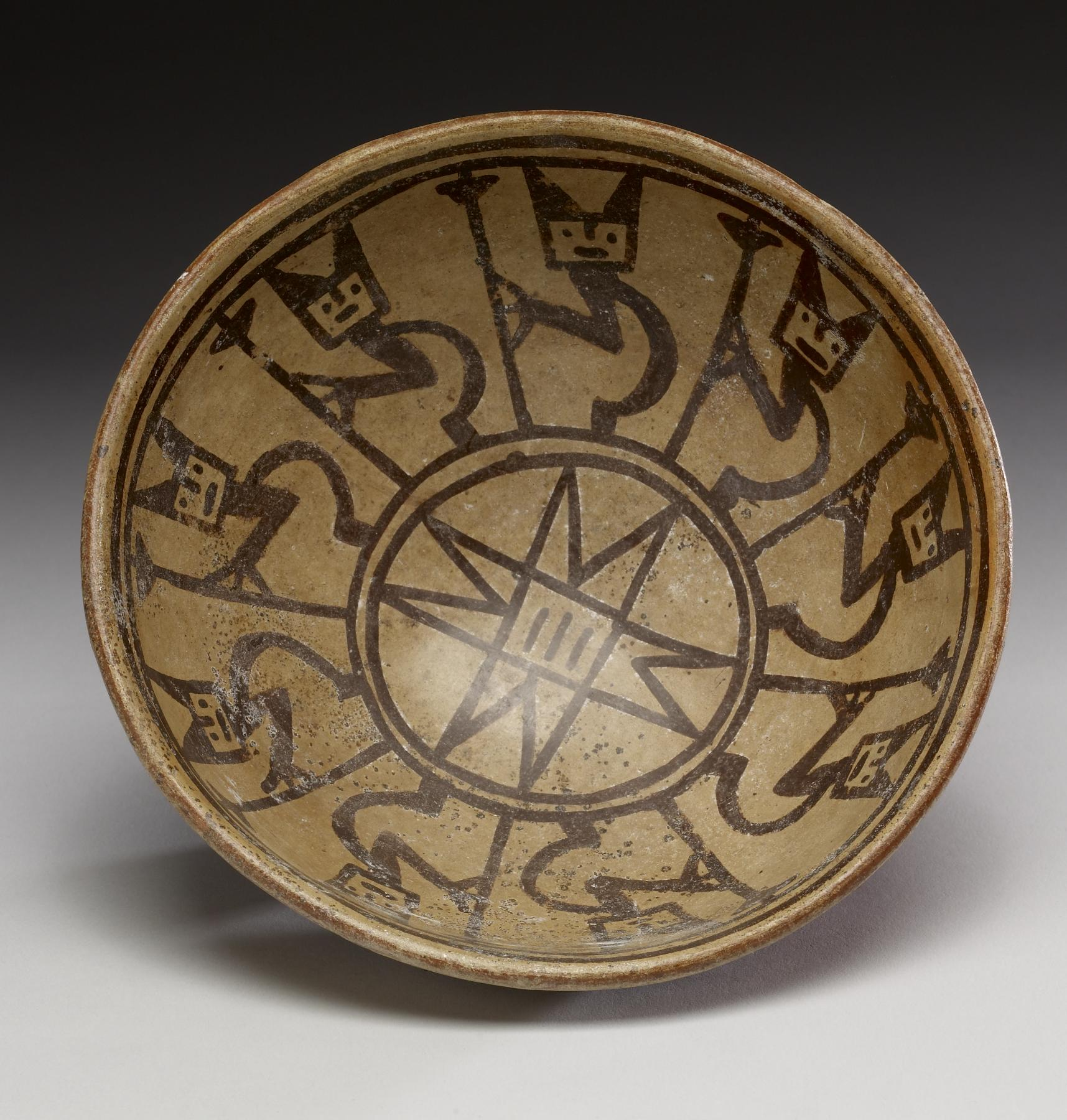
Bol de fabrication Nariño-Tuza décoré de motifs animaliers.

#### L'ensemble Capulí
Les découvertes sont situées dans la municipalité d'Ipiales. Les sépultures sont très profondes, de 22 à 40 m suivant l'axe vertical, et les chambres latérales arrondies, individuelles ou collectives. Les corps sont disposés étendus sur des tapis tissés de fibres végétales.
Les récipients funéraires diffèrent sensiblement des vases en céramique d'utilisation quotidienne ; de belle facture, ils sont décorés avec des peintures en négatifs noir et rouge. Les motifs géométriques prédominent. Les pièces les plus courantes sont les coupes à hauts pieds, de formes très diverses, dont il existe des exemples avec doubles et triples coupes. Sont également communs les vases globulaires ornés de figures d'animaux sur les bords.
Dans les tombes du complexe se trouvent également des haches de pierre polie, au fini très soigné, sans aucune trace d'utilisation. Il est également fréquent de trouver de grands escargots marins provenant de la côte du Pacifique.

#### L'ensemble Piartal-Tuza
La connaissance disponible à propos de ce complexe est beaucoup plus complète que dans le cas de l'ensemble de Capulí. Le territoire sur lequel les vestiges de cette période sont connus est très large et des recherches officielles ont été lancées.
Les vestiges trouvés ont permis d'établir deux périodes dans son développement : une première phase appelée Piartal, qui a duré 4 siècles, suivie de la période Tuza, à partir du XVe siècle.

### La culture Tumaco-La Tolita

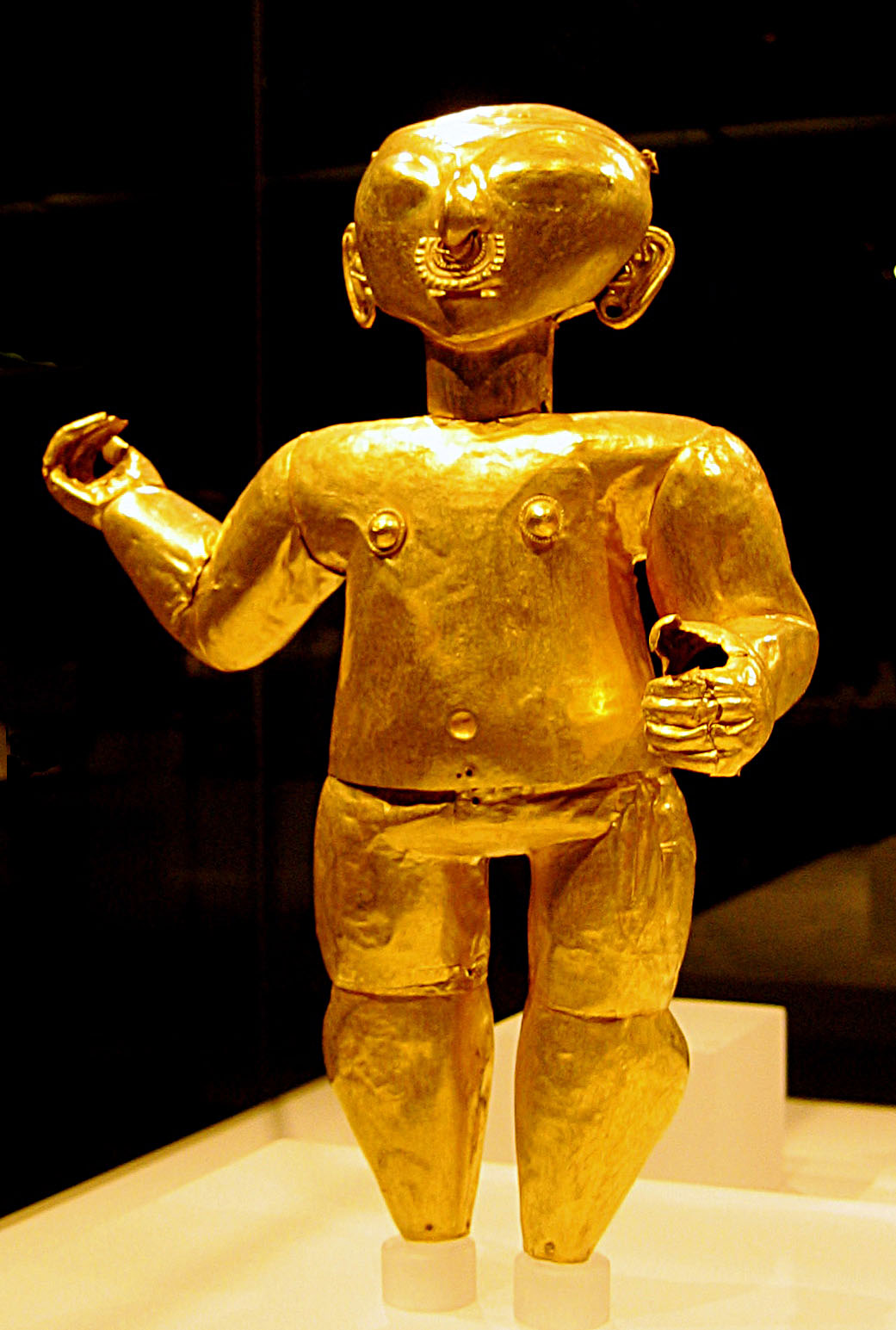
Statue d'or de la culture Tumaco, Ier siècle av. J.-C.

Au XVIIIe siècle, le moine Juan de Santa Gertrudis identifie les premières pièces de ce qui allait être appelé la culture Tumaco. La zone d'influence comprend, en plus du département de Nariño, les provinces d'Esmeraldas et de Manabí en Équateur.
Voisine de la culture Nariño, elle présente néanmoins des différences importantes. Spécialisée dans les poteries richement décorées, la culture Tumaco a été initialement définie en fonction des résultats de certains assemblages de céramique pris hors contexte et sans liens évidents. Elle représente en fait un ensemble de cultures différentes étalées sur une période de 2 500 ans.
La côte Pacifique de la Colombie est encore au début du XXIe siècle presque inexplorée.

## Paléogénétique
Les études de paléogénétique suggèrent que les chasseurs-cueilleurs précéramiques représentent une lignée basale jusqu'alors inconnue, issue du rayonnement sud-américain initial. Ces chasseurs-cueilleurs ne présentent pas d'affinité avec les anciens groupes nord-américains et ne contribuent pas génétiquement aux populations sud-américaines anciennes ou actuelles. Le fait qu'ils ne partagent pas plus d'allèles avec certaines populations d'Amérique centrale ou du sud indique que leur lignage a divergé il y a très longtemps des autres lignages sud amérindiens.
Vers 2 000 ans AP, l'ascendance génétique locale est remplacée par des populations d'Amérique centrale associées au complexe céramique de Herrera. Celles-ci survivent à la période muisca malgré des changements culturels majeurs. Ces anciens individus de l'Altiplano présentent des affinités plus fortes avec les locuteurs de langues chibchanes de l'isthme de Panama qu'avec les autochtones colombiens, ce qui suggère une dilution de l'ascendance liée aux chibchans lors d'événements de dispersion ultérieurs.
L'étude de Krettek et al. confirme les analyses archéologiques qui soutiennent que la taille de la population des chasseurs-cueilleurs était faible sur l'Altiplano cundiboyacense et que les populations suivantes des périodes Herrera et Muisca ont vu un accroissement démographique important.